# Mount Everest
Der Mount Everest ist ein Berg im Himalaya und mit einer Höhe von über 8848 m (genauer: siehe Höhenangaben) der höchste Berg der Erde. Er gehört zu den 14 Achttausendern und zu den Seven Summits. Der Mount Everest ist international seit 1856 nach dem britischen Landvermesser George Everest benannt.
Auf Nepali heißt der Berg सगरमाथा Sagarmatha, auf Tibetisch ཇོ་མོ་གླང་མ Qomolangma (deutsche Aussprache „Tschomolangma“) und im Chinesischen 珠穆朗瑪峰 / 珠穆朗玛峰,  Zhūmùlǎngmǎ Fēng.
Der Mount Everest befindet sich im Mahalangur Himal in der Region Khumbu in Nepal an der Grenze zu Tibet in China, wobei der westliche und südöstliche seiner drei Gipfelgrate die Grenze bilden. Auf nepalesischer Seite ist er Teil des Sagarmatha-Nationalparks, der zum UNESCO-Welterbe gehört. Auf der Nordseite gehört er zum Qomolangma National Nature Reserve, das mit dem von der UNESCO ausgewiesenen Qomolangma-Biosphärenreservat korrespondiert.
Edmund Hillary und Tenzing Norgay gelang am 29. Mai 1953 die Erstbesteigung des „dritten Pols“. Am 8. Mai 1978 bestiegen Reinhold Messner und Peter Habeler den Gipfel erstmals ohne zusätzlichen Sauerstoff. Bis Ende 2018 wurde der Gipfel rund 8400 Mal von Bergsteigern erreicht, und über 300 Bergsteiger kamen auf dem Hin- oder Rückweg ums Leben.
Während der Mount Everest die höchste Erhebung über dem Meeresspiegel ist, existieren noch zwei weitere Berge, die als „höchster Berg der Erde“ bezeichnet werden. Vom Fuß des Berges aus gemessen ist dies der Vulkan Mauna Kea auf Hawaii, vom Erdmittelpunkt aus gerechnet der Chimborazo in Ecuador.

## Namen des Mount Everest
Auf Nepali heißt der Berg सगरमाथा Sagarmatha („Stirn des Himmels“) und auf Tibetisch ཇོ་མོ་གླང་མ Jo mo glang ma oder Qomolangma („Mutter des Universums“). Der in der Volksrepublik China und Hongkong offizielle chinesische Name 珠穆朗瑪峰 / 珠穆朗玛峰,  Zhūmùlǎngmǎ Fēng ist eine phonetische Wiedergabe der tibetischen Benennung mit dem Zusatz 峰,  fēng, der „Gipfel“  bedeutet. Eine lautliche Umschreibung des tibetischen Namens findet sich bereits in der „Karte des Kaiser Kangxi“ (康熙皇輿全覽圖,  Kāngxī Huángyú Quánlǎn Tú, hier als 朱母朗馬阿林,  Zhūmǔlǎngmǎ Ālín wiedergegeben, wo bei 阿林,  ālín für das mandschurische Lehnwort ᠠᠯᡳᠨ alin „Berg“ steht), auf deren Grundlage der französische Geograph Jean-Baptiste Bourguignon d’Anville 1733 die Transkription Tschoumou-Lanckma als Namen des Berges übernommen hat. Die ebenfalls auf dem tibetischen Namen beruhende englische Transkription Chomolungma ist heute in Europa üblich. Das in deutschsprachigen, vor allem älteren, Texten verwendete Tschomolungma wird zugunsten von Chomolungma in neueren deutschsprachigen Quellen verdrängt. Weitere chinesische Namen für den Mount Everest sind die Kurzform 珠峰,  Zhū Fēng und der heute vor allem in Taiwan gebräuchliche Name 聖母峰 / 圣母峰,  Shèngmǔ Fēng; eine freie Übersetzung des tibetischen Namens mit der ungefähren Bedeutung „Heiliger Muttergipfel“. Darüber hinaus ist in Hong Kong auch der Name 額菲爾士峰,  Éfēiěrshì Fēng, Jyutping ngaak6fei1ji5si6fung1 als lautliche Wiedergabe des westlichen Namens gebräuchlich.

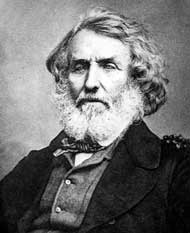
George Everest

Sir George Everest war lange Jahre Leiter der Großen Trigonometrischen Vermessung Indiens und Surveyor General of India. Unter seinem Nachfolger Andrew Scott Waugh wurde der zunächst als „Peak b“ bezeichnete Gipfel 1848 erstmals von Indien aus vermessen; Nepal verweigerte damals den Zugang zu seinem Territorium. Nach weiteren Vermessungsarbeiten über Entfernungen bis zu 200 km folgten umfangreiche, komplexe Berechnungen durch Radhanath Sikdar in den Computing Offices in Dehradun; er kam 1852 zu dem Ergebnis, dass der inzwischen als „Peak XV“ („Gipfel 15“) bezeichnete Gipfel mit 29.002 Fuß (8840 m) höher als alle anderen bis dahin bekannten Berge sei. Da wegen der großen Entfernungen noch letzte Zweifel an der Genauigkeit der Vermessungen auszuräumen waren, wurde dieses Resultat erst 1856 von Andrew Waugh in einem Schreiben an die Royal Geographical Society bekannt gemacht. Dabei benannte er den Berg zu Ehren seines Vorgängers als Mount Everest. Die heutzutage gebräuchliche Aussprache von Mount Everest lautet [ˈmaʊnt ˈɛvərɛst], Sir George sprach seinen eigenen Nachnamen allerdings [ˈiːvrɪst] aus.

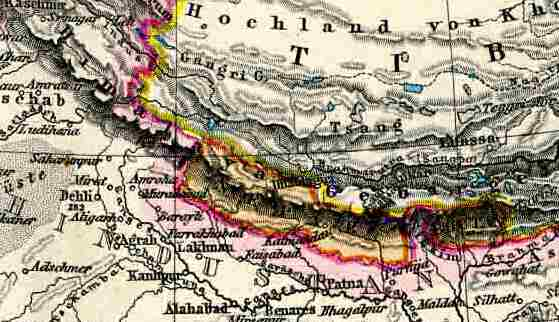
Ausschnitt aus Stielers Handatlas von 1891 mit der Namensnennung Gaurisankar

Vor allem im deutschen Sprachraum war der Berg lange als Gauri Sankar bekannt. Dies beruhte auf einem Missverständnis des deutschen Himalaya-Pioniers Hermann von Schlagintweit. Dieser hatte 1855 versucht, den eben erst als höchsten Berg der Erde errechneten, aber unbekannten Peak XV zu erkunden. Aus der Nähe von Kathmandu betrachtete er die Westseite des Gebirges und sah einen Berg, der in Richtung des Everest lag und alle anderen Berge überragte. Dieser Berg war den Nepali als Gaurisankar bekannt, Schlagintweit hielt ihn jedoch für den mysteriösen Peak XV. Auf diesem Irrtum beruhend und aus Ablehnung des englischen Namens „Mount Everest“ zu Gunsten des „schönen alten Namen[s] Gaurisankar“ wurde in Deutschland diese Bezeichnung für den höchsten Berg der Welt in die Atlanten aufgenommen und in Schulen gelehrt. 1903 wurde festgestellt, dass es sich beim Gaurisankar um einen anderen, nämlich den 7145 m hohen Peak XX handelt; seine Entfernung zum Mount Everest beträgt 58 km.

## Mythologische Bedeutung

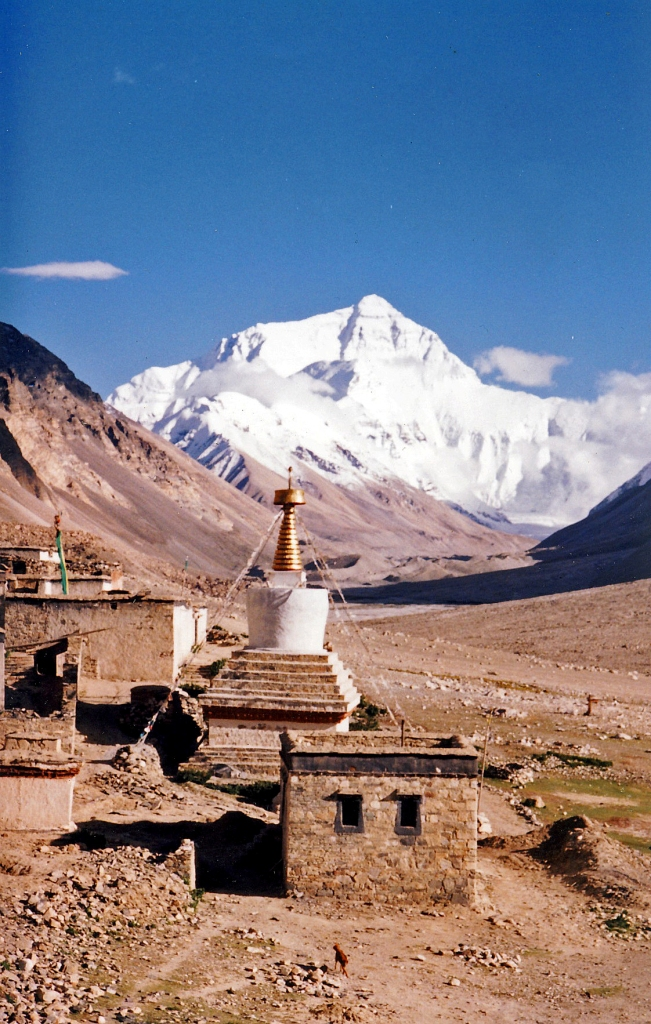
Rongpu Gönpa in Tibet und die Nordflanke des Mount Everest

Wie im Grunde alle markanten Gipfel der Khumbu-Region ist auch der Mount Everest für die Sherpas ein heiliger Berg. Der Buddhismus ist bei diesem Volk mit ursprünglicheren Religionen, insbesondere Animismus und Bön, gepaart. Nach der Auffassung der Sherpas bewohnen Geister und Dämonen Quellen, Bäume und eben auch die Gipfel. Der Mount Everest ist nach Ansicht der Buddhisten der Sitz von Jomo Miyo Lang Sangma, einer der fünf „Schwestern des langen Lebens“, die auf den fünf höchsten Gipfeln des Himalaya wohnen. Jomo Miyo Lang Sangma gibt den Menschen Nahrungsmittel.

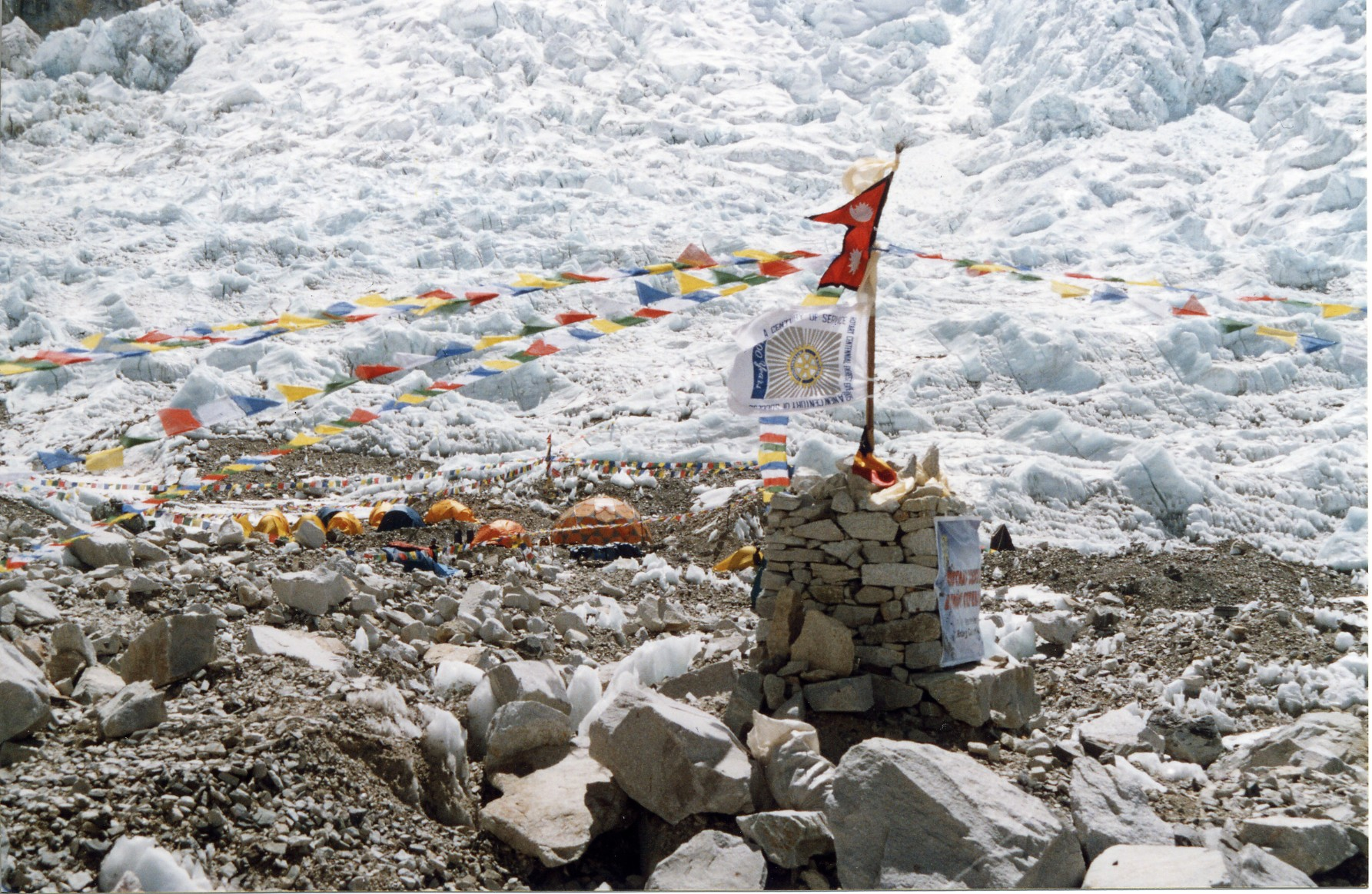
Stupa mit Gebetsfahnen im Mount Everest-Basislager

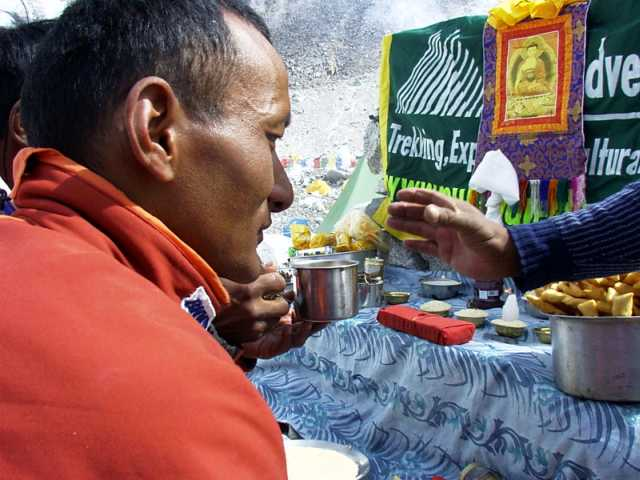
Puja-Zeremonie

Der große Heilige Padmasambhava, der den Buddhismus von Indien nach Tibet brachte, veranstaltete der Sage nach einen Wettlauf zum Gipfel des Mount Everest. Nachdem Padmasambhava einige Zeit auf dem Gipfel meditiert und mit den Dämonen gekämpft hatte, wurde er von einem Lama der Bön-Religion herausgefordert. Es ging um die Frage, wer von beiden mächtiger sei. Der Lama der Bön-Religion machte sich noch in der Nacht auf den Weg, getragen von seiner magischen Trommel, Padmasambhava erst bei Tagesanbruch. Er gewann trotzdem den Wettlauf, weil er, auf einem Stuhl sitzend, von einem Lichtstrahl direkt zum Gipfel gebracht wurde. Nachdem Padmasambhava einige Zeit oben gewartet hatte, ließ er seinen Stuhl zurück und begann mit dem Abstieg. Der Bön-Lama gab sich geschlagen und ließ seine Trommel zurück. Bis heute sagt man, dass die Geister die Trommel schlagen, wenn eine Lawine zu Tale donnert.
Auf Grund dieser Bedeutung wird vor einer Besteigung von den Sherpas eine Opferzeremonie durchgeführt, eine sogenannte Puja. Die Sherpas sind davon überzeugt, dass eine Puja zwingend notwendig ist, um Unheil abzuwenden. Dieses Opferfest ist für ihren Seelenfrieden unabdingbar, und im Allgemeinen nehmen auch alle westlichen Expeditionsteilnehmer daran teil, da sonst, nach dem Glauben der Sherpas, die Berggötter zornig würden, und zwar nicht nur gegenüber den Ausländern, sondern besonders auch gegenüber den Sherpas, die solches zugelassen hätten.
Religiöse Symbole wie Manisteine und ein Stupa mit Gebetsfahnen, die mit Mantras bedruckt sind, finden sich am Fuß des Mount Everest. Auf dem Weg zum Mount Everest-Basislager (Mount Everest Trek), am Thokla-Pass zwischen Dingboche und Lobuche, wurde eine Gedenkstätte für die Opfer des Mount Everest angelegt. Den Toten ist mit einem sogenannten Steinmann, einem Stapel aufgetürmter Steine, oder einer Stele die letzte Ehre erwiesen.

## Geologie

### Regionalgeologischer Rahmen

Drift des Indischen (Sub-)Kontinents im Verlauf des Känozoikums

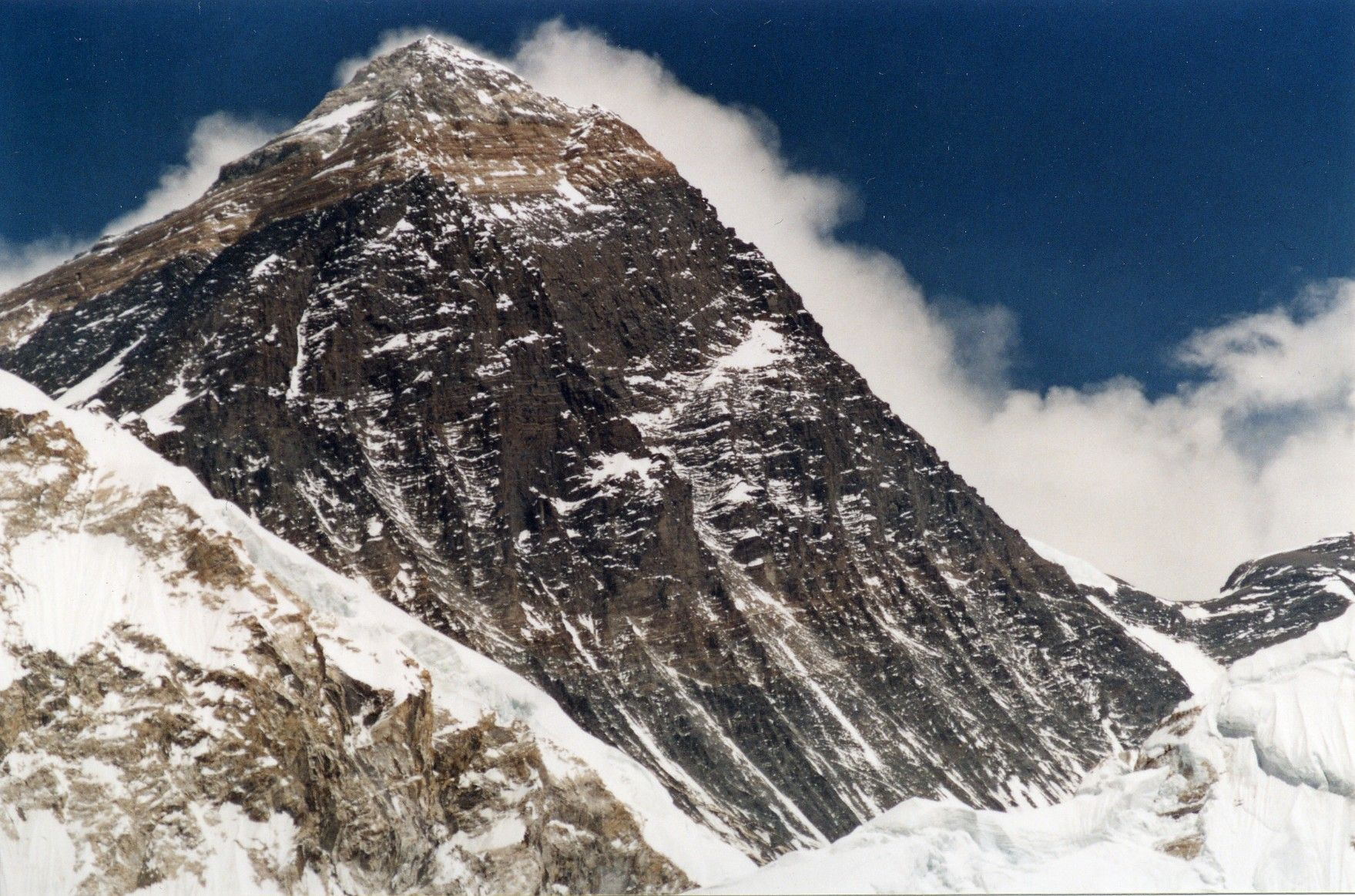
Ansicht der Gipfelpyramide des Mount Everest (ca. obere 1500 Höhenmeter) von Westen, mit dem deutlich sichtbaren Gelben Band im oberen Teil. Darunter die dunklen Schiefer der North-Col-Formation. Oberhalb des Gelben Bandes, in relativ hellem Grau, der Kalkstein der Qomolangma-Formation.

Der Mount Everest ist, wie der gesamte Himalaya, ein Ergebnis der alpidischen Gebirgsbildung. Im südasiatischen Abschnitt des alpidischen Gebirgsgürtels führte die vor ca. 90 Millionen Jahren in der Oberkreide einsetzende Konvergenz der indischen Platte und der eurasischen Platte zur Schließung der östlichen Tethys und in Folge zur Kollision der Kontinentalblöcke Indien und Asien ab dem Eozän vor ca. 50 Millionen Jahren. Die wesentlich kleinere indische Platte schiebt sich nach wie vor mit einer Geschwindigkeit von etwa drei Zentimetern pro Jahr unter Eurasien. Der Mount Everest wächst aufgrund der mit der Kollision verbundenen Verdickung der kontinentalen Kruste noch immer, allerdings nur wenige Millimeter im Jahr. Die fortdauernde Hebung wird dabei durch isostatische Ausgleichsbewegungen verursacht, die aus dem Dichteunterschied zwischen der gestapelten Erdkruste im Bereich des Gebirges und dem dichteren Erdmantel folgt. Die in den Erdmantel hineinragende Gebirgswurzel erhält dabei einen Auftrieb, ähnlich wie ein Korken im Wasser. Die Hebung wird allerdings teilweise durch Erosion ausgeglichen, jenen Prozess, der letztlich auch für die Herausmodellierung des Berges aus dem Gebirgskörper verantwortlich war.

### Geologischer Bau und Gesteine
Durch intensive tektonische Deformation („Faltung“) unter hohem Druck und hohen Temperaturen erfuhren die ursprünglichen Gesteine bei der Versenkung in die tieferen Niveaus der Erdkruste eine Umwandlung, wobei der Metamorphosegrad im Mount Everest-Massiv generell von unten nach oben abnimmt. Die unterste Gesteinseinheit des Massivs (oberhalb 5400 m) besteht hauptsächlich aus hochmittelgradig metamorphen Gesteinen, vor allem dunklen, biotitreichen Sillimanit-Cordierit-Gneisen, deren Protolith-Alter auf das späte Neoproterozoikum geschätzt wird (mehr als 540 Millionen Jahre). Diese Gneise gehören der zentralen Kristallinzone des Himalaya (auch Greater Himalayan Sequence oder Higher Himalayan Crystalline Sequence genannt) an.
Die Gneise im oberen „Stockwerk“ der Kristallinzone sind vielerorts von Plutonen und Gängen aus hellem Granit (Leukogranit) durchsetzt. Am Mount Everest ist dies der sogenannte Everest-Nuptse-Granit (teils benannt nach dem Nachbarberg Nuptse). Er enthält neben den allgemein granittypischen Hauptgemengteilen Quarz, Feldspat (hier Mikroklin oder Orthoklas und Plagioklas) und Glimmer (hier Muskovit und Biotit) hauptsächlich Turmalin. Das Magma, aus dem dieser Granit hervorging, schmolz in den tieferen strukturellen Niveaus der Kristallinsequenz auf. Bildung des Magmas und Platznahme der Granitkörper erfolgten an der Oligozän-Miozän-Wende vor ca. 24 bis 21 Millionen Jahren und im Mittleren Miozän vor rund 16 Millionen Jahren.
Der untere Teil der Gipfelpyramide, ab etwa 7500 m Höhe, ist aus schwachmittel- bis niedriggradig metamorph überprägten Sedimentgesteinen des Kambriums aufgebaut, die unter dem Namen North-Col-Formation oder Everest Series zusammengefasst werden. Dabei handelt es sich vorwiegend um jeweils quarzführende Glimmerschiefer, Phyllite und Chloritschiefer. Sie sind von den Gneisen und Graniten des Zentralkristallins durch die sogenannte Lhotse-Scherzone getrennt, allerdings durchqueren einige Granitgänge die Scherzone und durchsetzen auch die basale Partie der North-Col-Formation. Bei rund 8350 m wird die North-Col-Formation überlagert von einer ca. 170 m mächtigen Sequenz aus grobkristallinen Marmoren und Schiefern, die aufgrund ihrer auffälligen Verwitterungsfarbe als Gelbes Band bezeichnet wird.
Der eigentliche Gipfelbereich besteht aus ordovizischem leicht dolomitisiertem, feinkörnigem Kalkstein – der Qomolangma Formation. Diese Kalksteine weisen meist deutliche Anzeichen für eine kräftige Durchbewegung auf (so ist ihr feinkörniges Gefüge wohl überwiegend auf dynamische Rekristallisation zurückzuführen; vgl. → Mylonit). Calcit-Porphyroklasten schwimmen in der feinkörnigen, foliierten Grundmasse bzw. werden von dieser in charakteristischer Art und Weise „umflossen“. Einige dieser „Calcit-Augen“ sind im Dünnschliff deutlich als Relikte von Fossilien (z. B. Crinoiden-Arm- oder Stielglieder) identifizierbar. Wenige Meter unterhalb des Gipfels sind Proben mit zahlreichen Fragmenten von Crinoiden, Trilobiten, Ostrakoden und Brachiopoden aufgesammelt worden, die anscheinend in deutlich geringerem Maße Deformation und Metamorphose erfahren haben.
Die Qomolangma Formation ist gegen das Gelbe Band durch das flach nach Nordosten einfallende Qomolangma Detachment („Tschomolangma-Abscherfläche“) begrenzt, das im Gegensatz zur Lhotse-Scherzone als Verwerfung ausgebildet ist. Lhotse-Scherzone und Qomolangma Detachment sind Strukturelemente des sogenannten South Tibetan Detachment System („Südtibetisches Abscherflächensystem“), ein extensionales Störungssystem, das das Zentralkristallin von der nördlich angrenzenden, phanerozoischen, marin-sedimentären (typischerweise schwachmittelgradig bis unmetamorphen) Tethys-Himalaya-Sequenz, der auch die Qomolangma Formation zugerechnet wird, trennt.

### Erdbeben
Die anhaltenden Plattenbewegungen verursachen teils sehr starke Erdbeben in weiten Teilen Süd- und Ostasiens, die sich auch auf den Mount Everest auswirken. Durch das schwere Beben vom 25. April 2015 wurde der Berg nach Messungen der chinesischen Behörde für Vermessung, Kartierung und Geoinformation (测绘地理信息管理) um drei Zentimeter in südwestlicher Richtung verschoben. Das Beben vom 12. Mai 2015 hatte hingegen keine Auswirkungen auf die Lage des Berges. In den zehn Jahren zuvor hatte sich der Mount Everest mit einer mittleren Geschwindigkeit von vier Zentimetern pro Jahr in die Gegenrichtung, nach Nordosten, bewegt und wurde im Schnitt um 0,3 cm pro Jahr angehoben.

## Topographie

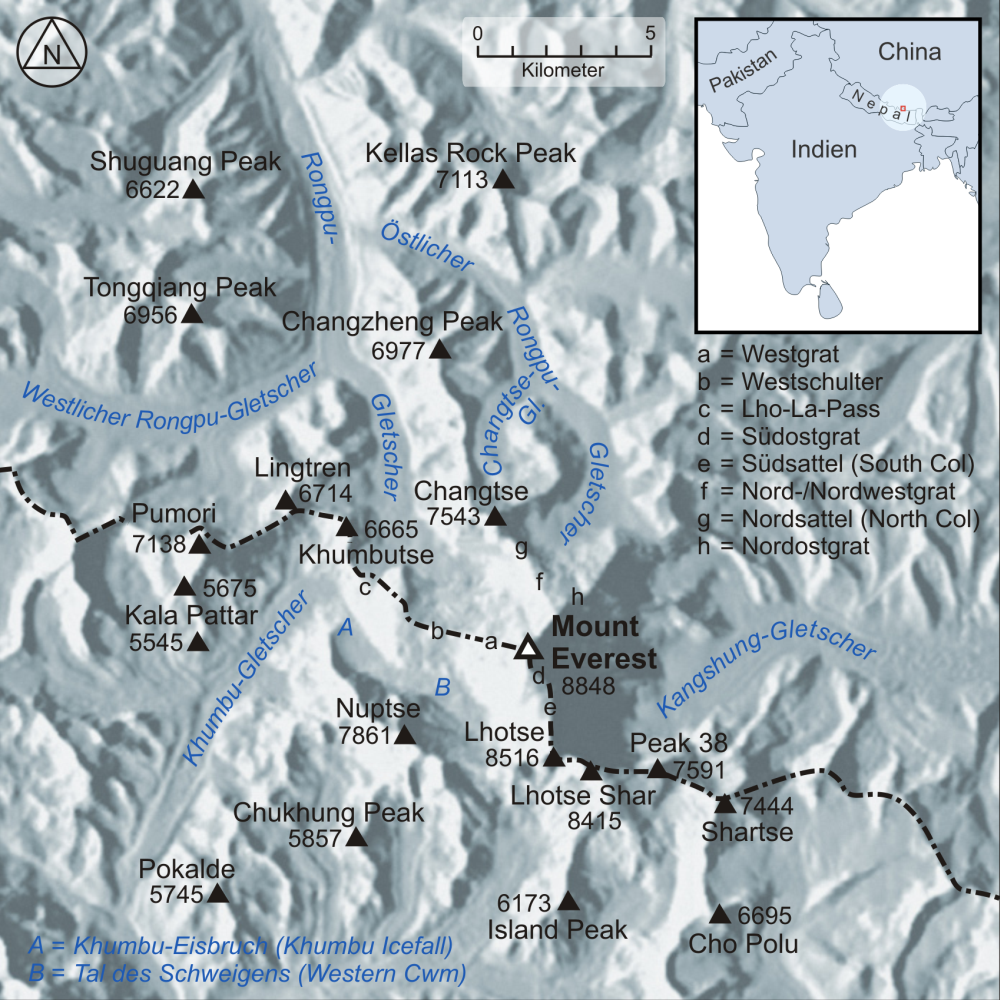
Karte des Mount Everest

Die Gipfelpyramide ist durch Erosion und gewaltige Gletscher modelliert. Die drei Hauptkämme – Westgrat, Nord-/Nordostgrat und Südostgrat – untergliedern den Gipfel in drei Hauptwände – Südwestwand, Nordwand und Ostwand (Kangshung-Flanke). Außerdem trennen die Grate die drei sich vom Mount Everest und seinen Nachbargipfeln ergießenden Gletscher: Khumbu-Gletscher, Rongpu-Gletscher (auch Rongbuk-Gletscher) und Kangshung-Gletscher.
Südostgrat und Westgrat sowie deren Fortsetzungen bilden die weitere Grenze zwischen Tibet und Nepal. Der Südostgrat verbindet den Mount Everest mit dem 8516 m hohen Lhotse, der niedrigste Punkt dieses Grats ist der 7906 m hohe Südsattel (South Col). Im weiteren Verlauf setzt sich der Grat vom Lhotse in Richtung Lhotse Shar (8415 m) und Peak 38 (7591 m) fort. Der Westgrat läuft zunächst in einen Nebengipfel – die sogenannte Westschulter – aus, die zum Lho-La-Pass (6606 m) abfällt und sich dann in die Bergkette aus Khumbutse (6636 m), Lingtren (6714 m) und Pumori (7138 m) fortsetzt. Der auf tibetischer Seite befindliche Nordostgrat zielt vom Gipfel über drei Felsstufen und drei Felsnadeln bis zum östlichen Rongpu-Gletscher hinunter. Von ihm zweigt unterhalb der Stufen und oberhalb der Nadeln der Nordgrat auf einer Höhe von 8420 m ab und verbindet den Mount Everest über den niedrigsten Punkt am Nordsattel (7005 m) mit dem 7543 m hohen Changtse. Vom Lhotse zieht auf nepalesischer Seite in westliche Richtung der lange Bergkamm des Nuptse (7861 m), der vom Mount Everest durch das Tal des Schweigens und den Khumbu-Gletscher getrennt wird.
Die Wände des Mount Everest sind unterschiedlich gegliedert. Die Südwestwand zum Tal des Schweigens weist zwei markante Pfeiler aus. Sie ist im Ganzen steil (um 60–70 Grad). Die Nordwand ist im Wesentlichen gegliedert durch zwei hochgelegene Couloirs, das Norton-Couloir und das Hornbein-Couloir. Die Neigung der Nordwand variiert um 40–45 Grad. Die stark vergletscherte Ostwand oder Kangshung-Wand hat drei Hauptpfeiler. Sie ist im unteren Teil sehr steil (bis 80 Grad), und im oberen, schwächer geneigten Teil von Hängegletschern markiert.

## Klima
Die klimatischen Bedingungen am Mount Everest sind extrem. Im Januar, dem kältesten Monat, beträgt die Durchschnittstemperatur auf dem Gipfel −36 °C und kann auf Werte bis zu −60 °C fallen. Auch im wärmsten Monat, dem Juli, steigen die Temperaturen nicht über die Frostgrenze, die Durchschnittstemperatur auf dem Gipfel beträgt dann −19 °C.

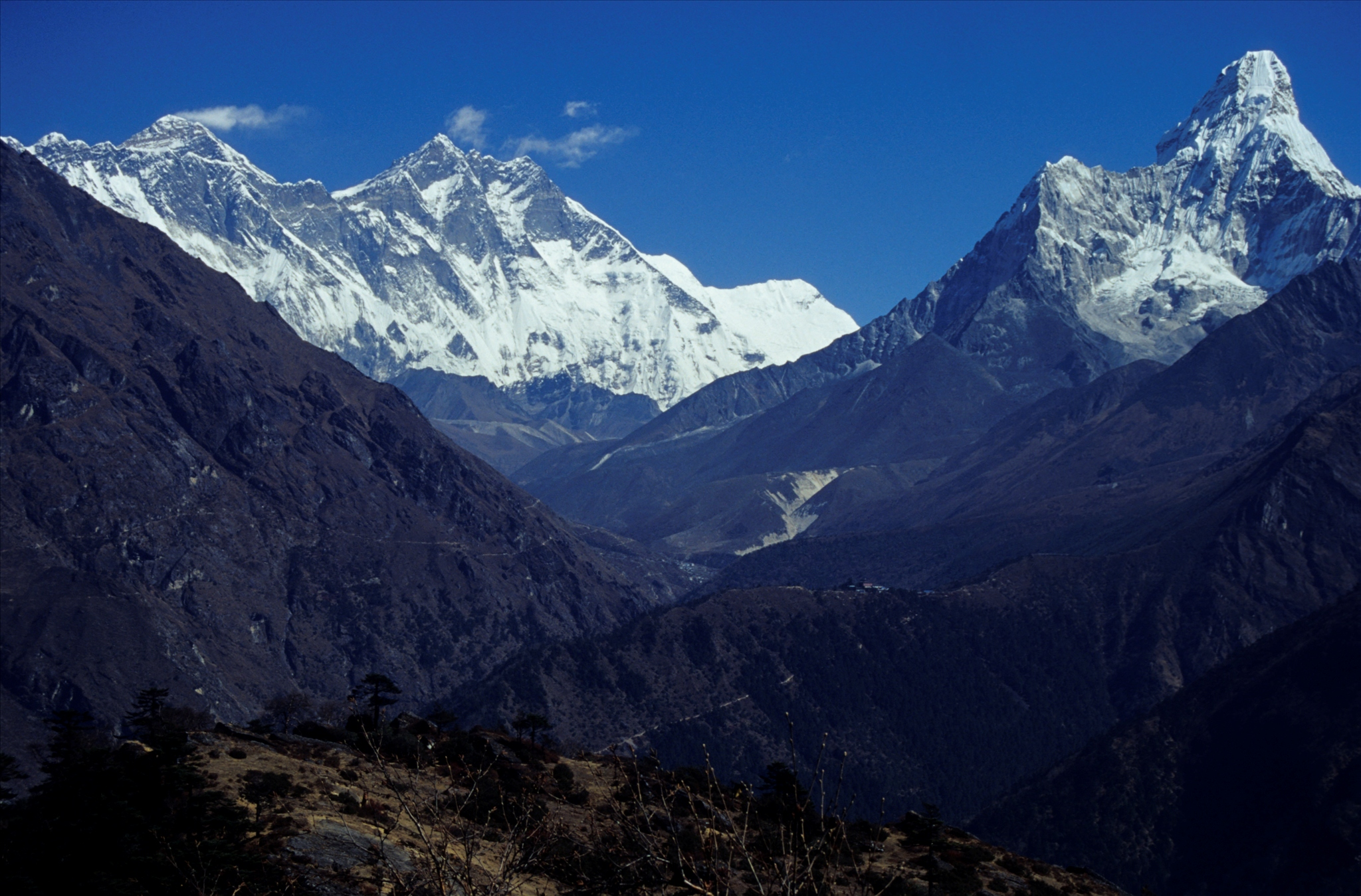
Wolkenfahnen von Mount Everest und Lhotse, rechts Ama Dablam

Im Winter und Frühling herrschen Winde aus westlichen Richtungen vor. Die feuchtigkeitsbeladene Luft kondensiert zu einer weißen, nach Osten zeigenden Wolke (verfälschend häufig als „Schneefahne“ bezeichnet). Wegen dieser Wolkenfahnen hielt man den Himalaya ursprünglich für eine Vulkankette. Anhand der Wolkenfahne des Mount Everest schätzen Bergsteiger auch die Windgeschwindigkeit auf dem Gipfel ab: Bei etwa 80 km/h steht sie rechtwinklig zum Gipfel, bei höheren neigt sie sich nach unten und bei niedrigeren nach oben. Im Winter prallt der südwestliche Jetstream auf den Gipfel und kann Windgeschwindigkeiten von bis zu 285 km/h verursachen. Von Juni bis September gelangt der Berg unter den Einfluss des Indischen Monsuns. In dieser Zeit fallen die meisten Niederschläge, und heftige Schneestürme prägen das Wetter.
Wie in allen Hochgebirgsregionen kann es zu raschen Wetterumschwüngen kommen. Dies gilt auch für die beiden Besteigungssaisonen im Mai und Oktober. Plötzlich einsetzende Temperaturstürze, Stürme und Schneefälle von bis zu drei Metern pro Tag sind nicht außergewöhnlich. Zumeist gibt es in der jeweiligen Saison nur wenige Tage mit stabilem Wetter – die sogenannten „Fenstertage“ –, an denen eine Besteigung am ehesten möglich ist.
Verschiedene Studien kamen im ersten Jahrzehnt nach der Jahrtausendwende zu dem Ergebnis, dass auf Grund des Klimawandels die Eismassen im Bereich des Mount Everest stark schmelzen. Dadurch bilden sich unter anderem auf dem Khumbu-Gletscher zunehmend mehr und größere Schmelzwasserseen, die eine Besteigung behindern und das Risiko vergrößern. Auch tauen durch die Eisschmelze als Folge des Klimawandels viele der etwa 200 dort liegenden Bergsteigerleichen aus Gletschern und Eisfeldern frei.

## Fauna und Flora

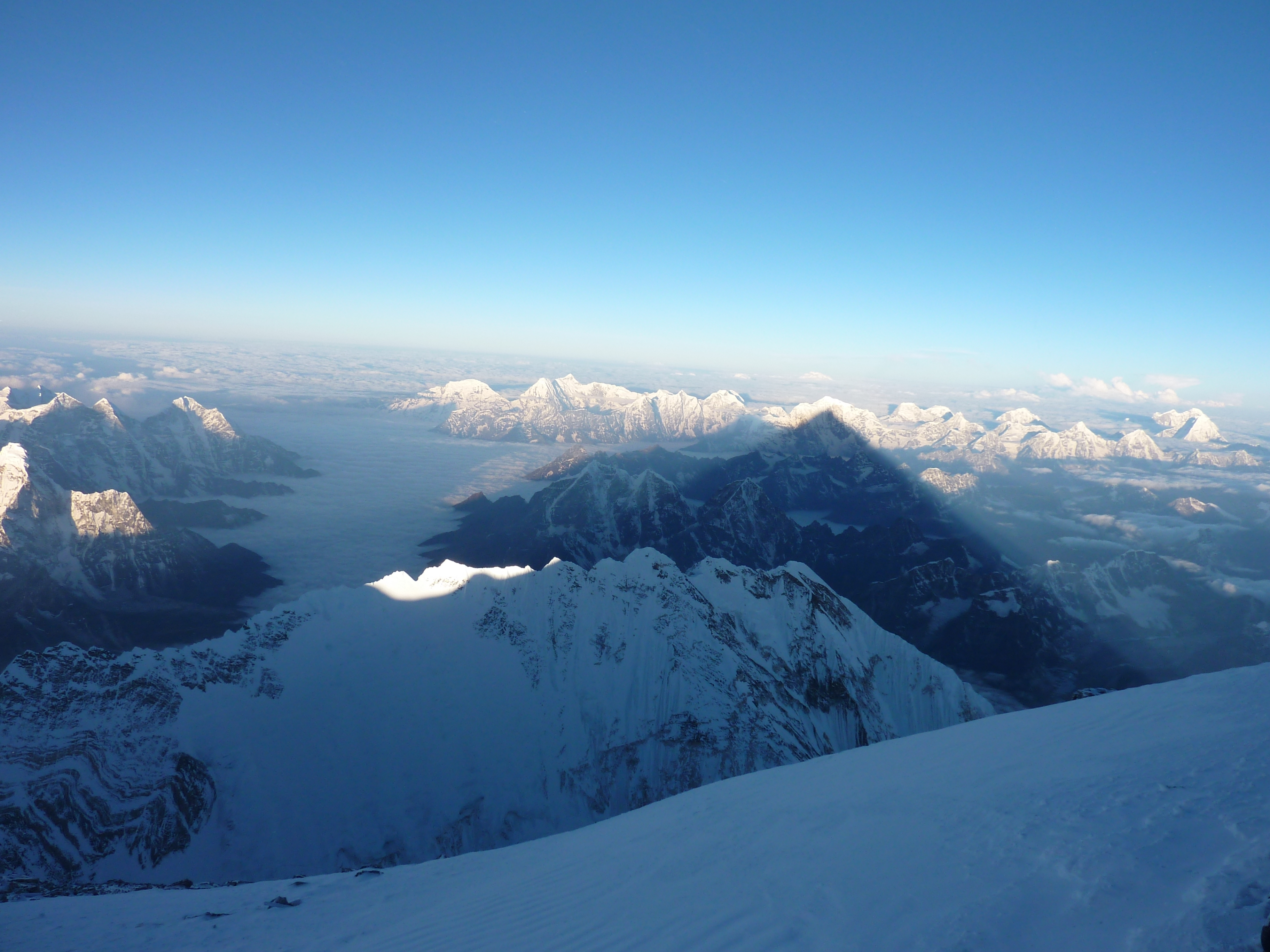
Blick vom Gipfel des Mount Everest, 2013

Der Luftdruck auf dem Gipfel des Mount Everest beträgt gemäß der barometrischen Höhenformel 325,4 hPa und entspricht knapp einem Drittel des Normaldrucks auf Meeresspiegelniveau. Hierdurch verschiebt sich der Siedepunkt des Wassers von 100 °C bei Normalbedingungen auf nur 70 °C, und der Sauerstoff-Partialdruck der Luft beträgt nur noch ein Drittel im Vergleich zur Meereshöhe. Hinzu kommen extreme Temperaturschwankungen und starke Winde. An diese äußerst lebensfeindliche Umwelt konnten sich nur wenige Tiere anpassen, Blütenpflanzen sind im Bereich des ewigen Eises nicht mehr zu finden.
Euophrys omnisuperstes, ein kleiner Vertreter der Springspinnen (Salticidae), wurde bereits 1924 von R.W.G. Hingston bis zu einer Höhe von 6700 m beobachtet. Seine Nahrungsgrundlage blieb lange ein Rätsel. Erst 1954 entdeckte man, dass sie sich von Fliegen und Springschwänzen (Collembola) ernähren, die bis zu einer Höhe von 6000 m anzutreffen sind. Letztere leben von Pilzen und Flechten, die herangewehtes organisches Material abbauen. Bei der 1924 durchgeführten Everestexpedition wurden Flechten zwischen 4600 und 5500 m gesammelt. Darauf basierend konnte R. Paulson 1925 etwa 30 Arten nachweisen.
Von den Wirbeltieren sind nur einige Vögel in der Lage, sich der extremen Höhe dauerhaft anzupassen. Die Streifengans (Anser indicus) hält sich bis in Höhen von 5600 m auf. Alpenkrähen (Pyrrhocorax pyrrhocorax) wurden selbst am 7920 m hohen Südsattel beobachtet, wo sie sich von Abfällen, aber auch von tödlich verunglückten Bergsteigern ernähren. Der Leichnam von George Mallory, den man auf ca. 8160 m fand, wurde vermutlich ebenfalls von Vögeln angefressen.

## Höhenangaben und -messungen

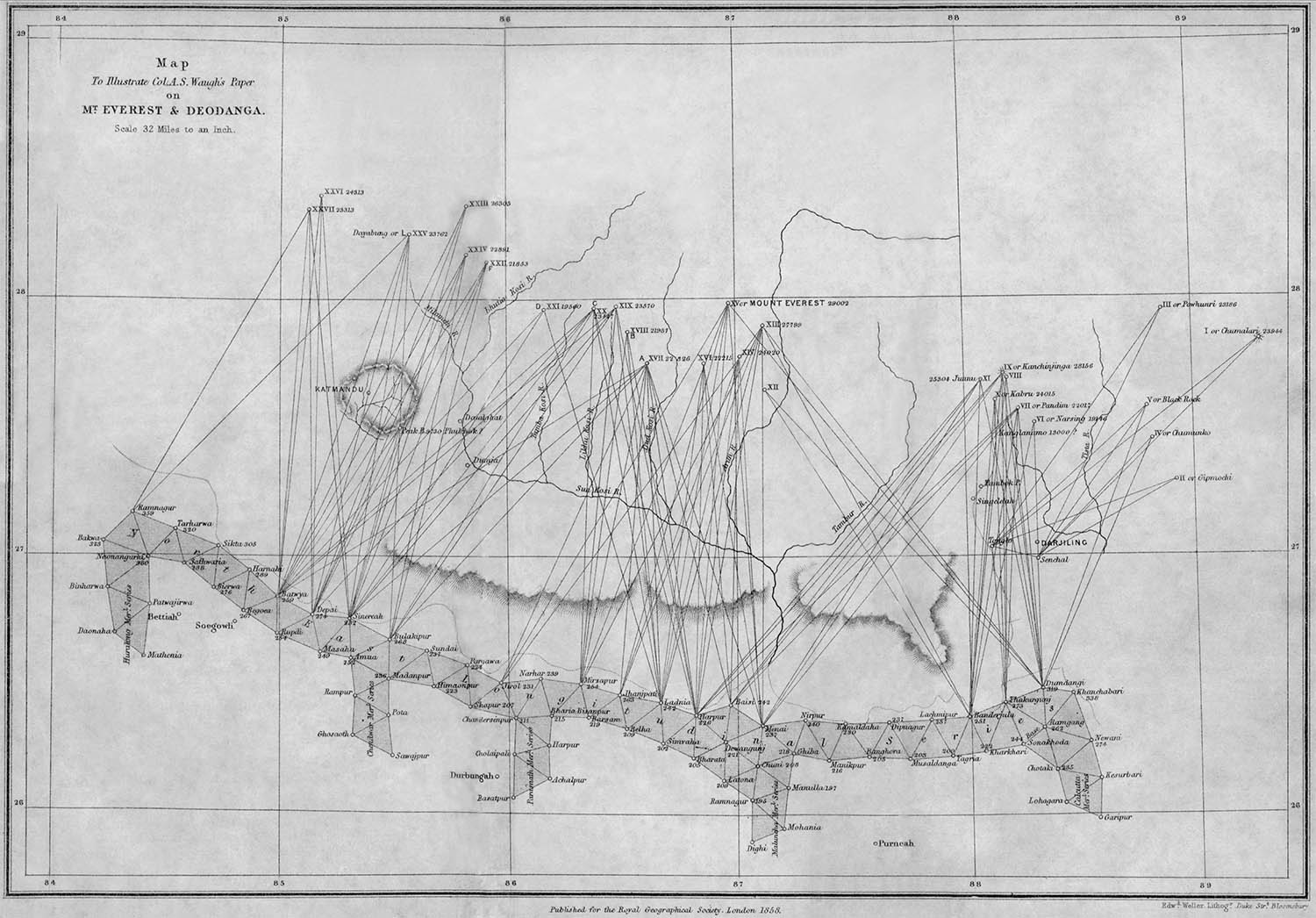
Waughs Karte der Survey of India

Die Höhe des Mount Everest wurde in vielen Messungen bestimmt. Dabei ergaben sich Höhenangaben zwischen 8844 und 8850 m. Auf Grund der Höhe (Todeszone) und der Eisschicht auf dem Gipfel gestaltet sich die Messung schwierig. Die Eisschicht auf dem Gipfel wird nicht in die Höhe mit eingerechnet, da sie starken Schwankungen unterliegt. Die exakte Höhe muss sich folglich auf die Höhe des Felssockels darunter beziehen. Bei den ersten Messungen war dies noch nicht möglich. Ein weiteres Problem ist die Bezugsgröße Meeresspiegel. Chinesische Messungen gehen vom definierten Nullpunkt eines Pegels in Qingdao, nepalesische Messungen vom Nullpunkt eines Pegels in Karatschi aus. Die Distanz beider Orte beträgt mehr als 6000 Kilometer, und allein aus diesem unterschiedlichen Bezugssystem ergeben sich deutliche Differenzen. Darüber hinaus basieren GPS-Höhenangaben auf einem vereinfachten Modell der Erde, dem Referenzellipsoid des World Geodetic System 1984. Bei solchen Messungen muss also noch die Differenz zwischen Geoid und Referenzellipsoid berücksichtigt werden, wie beispielsweise bei der Messung im Mai 2004.
Die Angabe für die Gipfelhöhe des Mount Everest ist seit der ersten Messung im Jahre 1848 mehrfach korrigiert worden. 1856 wurden aus Angaben von sechs verschiedenen Vermessungsstationen 8840 m errechnet. Die Stationen befanden sich allerdings über 150 Kilometer vom Mount Everestmassiv entfernt, da die Vermesser des britischen Indian Survey nicht nach Nepal einreisen durften. Bis dahin sah man den Dhaulagiri (8167 m), den ersten entdeckten Achttausender, und ab 1838 den Kangchendzönga (8586 m) als höchsten Berg an.

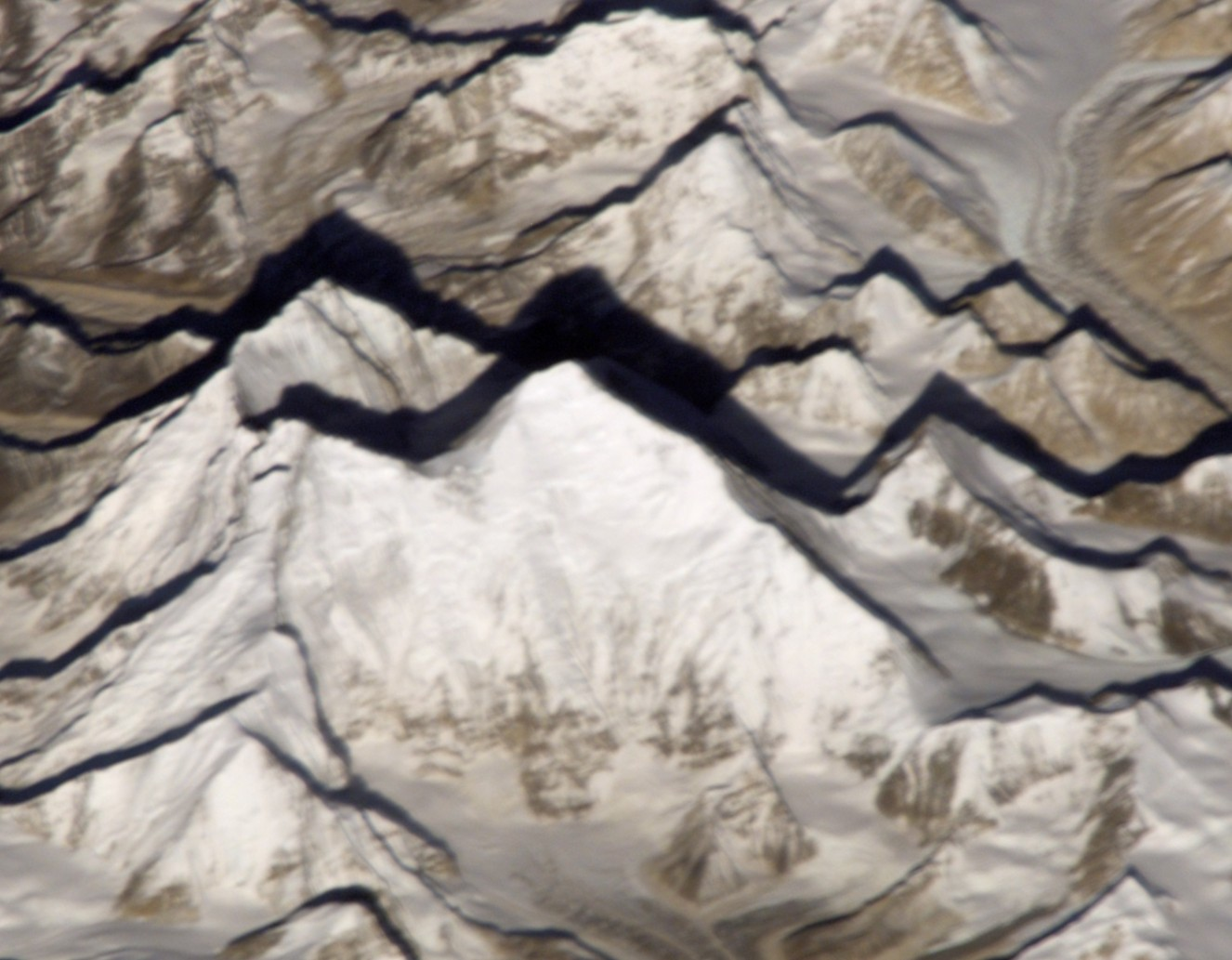
Blick auf das Mount Everestmassiv (Ostwand) aus dem Weltraum

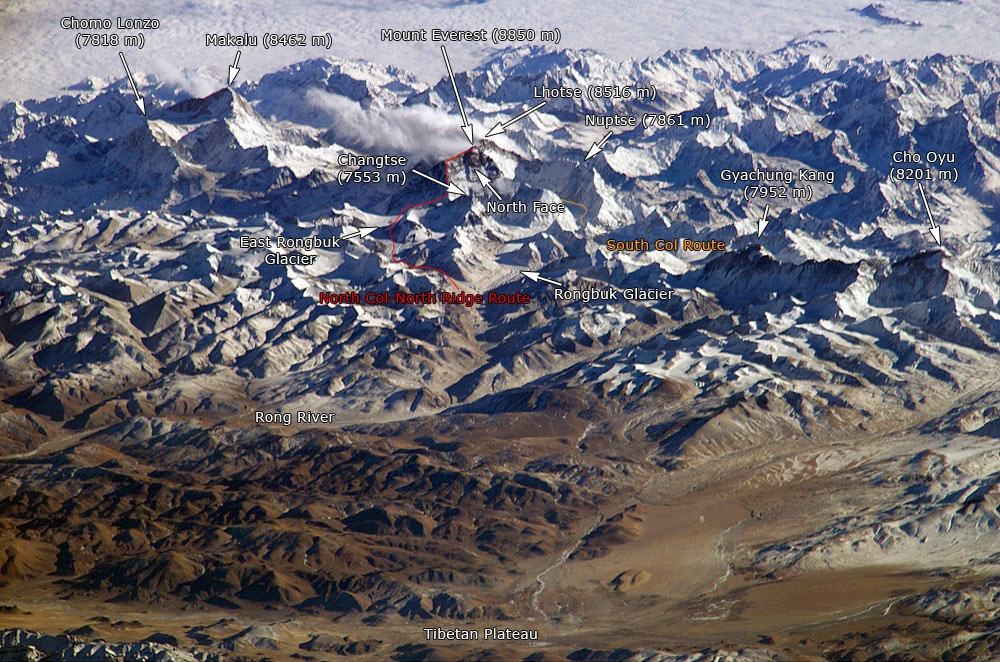
Region Khumbu mit Mount Everest

Die lange Zeit geltende Höhenangabe von 8848 m war 1954 vom Survey of India aus den Messdaten von insgesamt zwölf Vermessungsstationen als Mittelwert errechnet worden. Diese Angabe wurde von einer chinesischen Expedition im Jahre 1975 bestätigt – sie stellte 8848,13 m fest.
Auch eine im September 1992 als erste mit modernen Mitteln angestellte Höhenvermessung eines chinesisch-italienischen Expeditionsteams direkt am Berg ergab mit 8848,82 m nahezu den gleichen Wert. Die dabei verwendeten Daten stammten sowohl aus Messungen mit herkömmlichen Theodoliten als auch aus Lasermessungen und GPS-Signalen.
Sehr genaue Messungen mit Hilfe mehrerer GPS-Empfänger am 5. Mai 1999 ergaben eine Höhe von 8850 m. Jene Angabe basiert auf der Höhe des Felssockels. Die Stärke der Schicht aus Eis und Schnee am Gipfel schwankt je nach Jahreszeit und Niederschlagsmengen der Monsunzeit etwa im Bereich zwischen einem und drei Metern.
Bei einer Messung im Mai 2004 wurden acht Radarreflektoren am Gipfel verankert und so die Höhe des Felssockels bestimmt. Im Anschluss wurde die jeweilige Höhe der Radarprofile ermittelt. Von dieser Höhe wurde dann die Dicke der Eisschicht abgezogen. Der Mount Everest hatte nach dieser Messung eine Höhe von 8848,82 m, mit einer Ungenauigkeit von ±0,23 Meter. Damit konnte die Höhe aus dem Jahr 1992 bestätigt werden.
Eine weitere Messung stammt aus dem Mai 2005, durchgeführt wiederum von einer chinesischen Expedition nach dem Vermessungs- und Kartierungsgesetz der Volksrepublik China von 2002. Sie ergab für den Berg eine Höhe von 8844,43 m, bei einer Ungenauigkeit von ±0,21 Meter. Er ist damit etwa 3,7 Meter niedriger als seit der chinesischen Messung von 1975 angenommen. Allerdings bezieht sich die Angabe, wie auch schon die von 1999 und 2004, nur auf den reinen Felssockel. Diese Untersuchung wurde von Chinas Nordseite und nicht vom nepalesischen Süden aus unternommen und dauerte ein Jahr. Eingesetzt wurden Radardetektoren sowie Lasermessgeräte und Satellitenortungssysteme.
2020 vermaßen China und Nepal den Berg gemeinsam neu und stellten eine Höhe von 8848,86 m fest.

## Besteigungsgeschichte

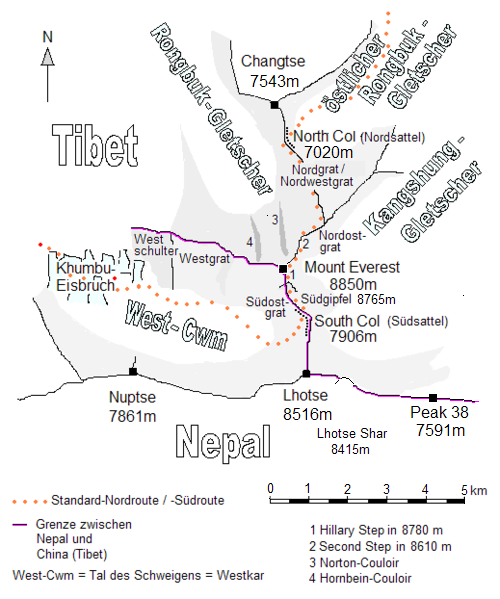
Karte des Mount Everest

Der Mount Everest ist als höchster Berg der Erde stets ein attraktives Ziel. Die ersten Besteigungsversuche wurden in den 1920er Jahren unternommen, jedoch dauerte es bis zum 29. Mai 1953, als Edmund Hillary und Tenzing Norgay als Erste auf dem Gipfel standen. Seit den 1960er Jahren wurden zahlreiche neue Routen eröffnet. Die Besteigung von der chinesischen Nordseite aus gelang 1960 einer chinesischen Expedition. Am 8. Mai 1978 erreichten Reinhold Messner und Peter Habeler den Gipfel erstmals ohne zusätzlichen Sauerstoff.

### Erste Besteigungsversuche
Die britische Armee-Expedition von Francis Younghusband bahnte sich im Jahre 1904 gewaltsam ihren Weg durch Tibet, um das Land zur Öffnung seiner Grenzen und Gewährung von Handelsprivilegien zu zwingen. Dabei wurde von J. Claude White auch die erste detaillierte Fotografie der Ostflanke von Kampa Dzong aus (etwa 150 Kilometer Entfernung) angefertigt.

### 1920er Jahre

Karte der Region östlich des Mount Everest, die rot gepunktete Linie zeigt den Weg der Erkundungsexpedition des Jahres 1921

Die Erstbesteigung des Mount Everest durch einen Briten war im Vereinigten Königreich von hoher nationaler Bedeutung. Der britische Chemiker, Forscher zur Höhenmedizin und Bergsteiger Alexander Mitchell Kellas fasste das damals vorherrschende Meinungsbild am 22. Februar 1916 in einem Brief an Sandy Wollaston zusammen, der wie Kellas später zu den Mitgliedern der ersten britischen Expedition ins Mount Everest-Gebiet gehören sollte:

„Wir haben beide Pole verpasst, nachdem wir 300 Jahre lang die Meere beherrscht hatten, und wir werden ganz sicher nicht die Chance verstreichen lassen, das Gebiet rund um den Mount Everest zu erkunden, nachdem wir 160 Jahre lang die dominierende Macht in Indien waren […] Ich zum Beispiel wäre stolz, mit 2 bis 10 Trägern oder sogar allein dahin zu gehen, um Großbritannien dieses kleine Stückchen Erforschung zu sichern.“

Bei den Erkundungs- und Besteigungsexpeditionen wurde versucht, eine Genehmigung durch den Dalai Lama zu erhalten. Es dauerte bis in die 1920er Jahre, ehe er der Royal Geographical Society diese Erlaubnis aussprach.
Die erste britische Erkundungsexpedition wurde 1921 in das Gebiet entsendet. Hier ging es aber noch nicht primär um die Besteigung des Berges, sondern um geologische Vermessungen, die Kartierung des Gebietes und eine erste Erkundung möglicher Aufstiegsrouten. Teilnehmer der Expedition beendeten die Vermessung von 31.000 Quadratkilometern. Im Verlaufe dieser Expedition entdeckte George Mallory vom Lhakpa La aus eine gangbare Route zum Gipfel, die seitherige Standard-Nordroute durch das Tal des östlichen Rongpu-Gletschers auf den Nordsattel. Ein kurzfristig angegangener Besteigungsversuch scheiterte auf dem Nordsattel am einsetzenden Monsun.
1922 waren keine topographischen Untersuchungen mehr geplant und die Expedition in die Vormonsunzeit gelegt. Die Besteigungsversuche wurden in kleinen Gruppen unternommen. Den ersten Versuch machten Mallory, Somervell, Norton und Morshead ohne die Verwendung von zusätzlichem Sauerstoff. Sie errichteten auf 7600 m Höhe ein kleines Lager und setzten am folgenden Tag den Aufstieg fort. Morshead musste die Besteigung recht schnell abbrechen, die anderen Bergsteiger kamen an diesem Tag auf eine Höhe von 8225 m. Dies war ein neuer Höhenweltrekord für Bergsteiger.
Der nächste Versuch wurde von George Ingle Finch, Geoffrey Bruce und dem Gurkha Tejbir mit Sauerstoffflaschen durchgeführt. Obwohl sie zunächst gut vorankamen, konnten sie aufgrund starker Winde das Lager nur auf 7460 m errichten. Den Aufstieg konnten sie erst zwei Tage später fortsetzen. Da Tejbir keine winddichte Kleidung besaß, begann er früh zu erlahmen. Auf 7925 m brach er zusammen. Finch und Bruce schickten ihn zurück zum Lager und setzten ihren Aufstieg fort. Sie kamen bis auf eine Höhe von 8326 m, ein erneuter Höhenrekord.
Einen weiteren Besteigungsversuch führten Mallory, Somervell und Crawford durch. Mallory war beeindruckt von den Leistungen Finchs – dieser war höher als er selbst gekommen und auch horizontal näher am Gipfel gewesen – und wollte nun ebenfalls Sauerstoff mitnehmen. Beim Aufstieg von Lager III löste sich eine Lawine und riss sieben Träger mit sich, die nicht gerettet werden konnten. Die Expedition war damit beendet.
1924 kehrten die Briten zurück. Mallory und Andrew Irvine kehrten von ihrem letzten Aufstiegsversuch nicht mehr zurück. Bis heute gibt es Diskussionen um die Frage, ob sie auf dem Gipfel waren oder bereits vorher zu Tode kamen. Mallorys Leiche wurde 1999 ohne eindeutigen Beweis für das Erreichen des Gipfels gefunden, Irvine ist nach wie vor verschollen.

### 1930 bis 1949

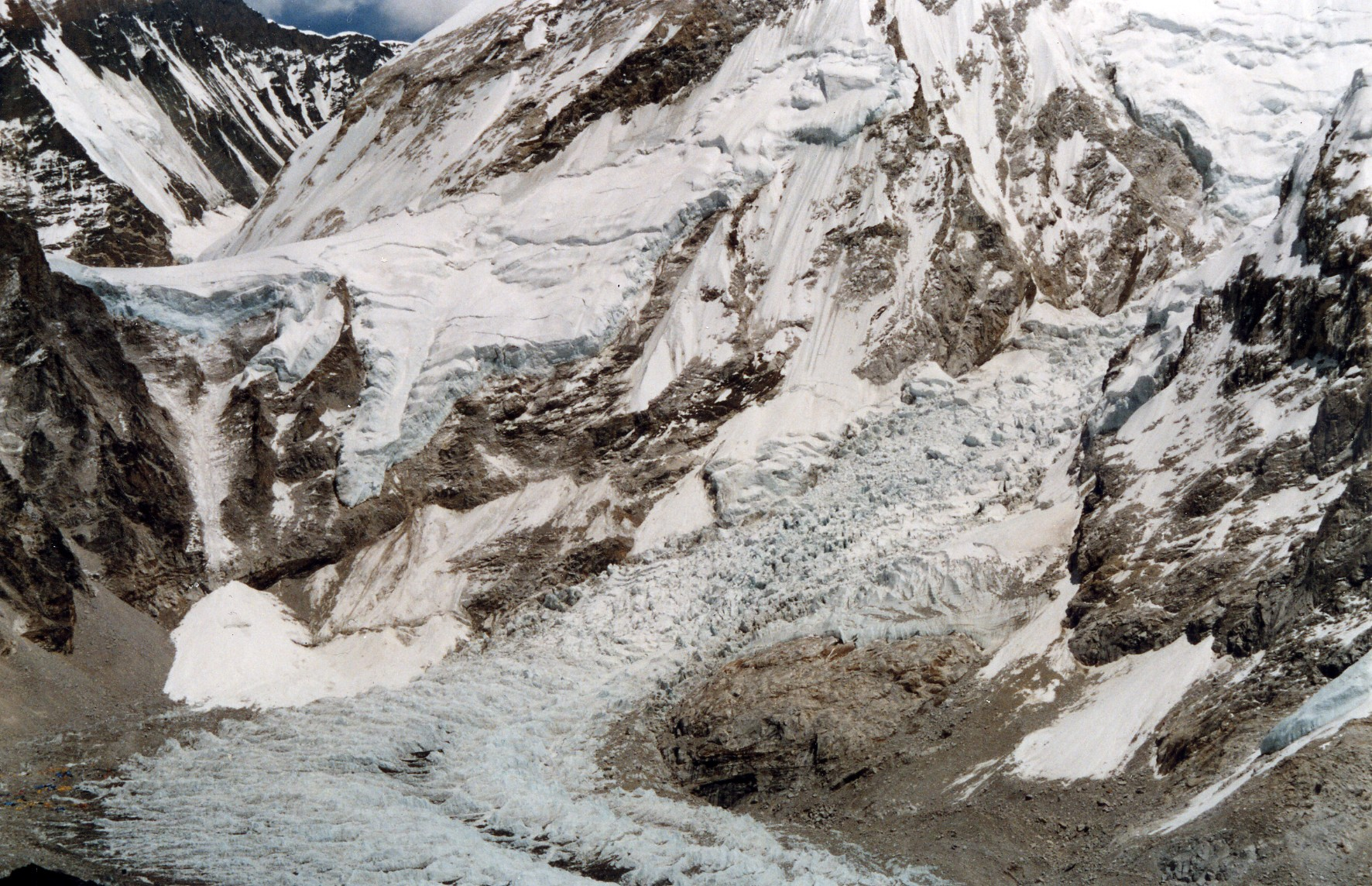
Basislager (untere linke Bildecke), Westflanke des Mount Everest und Khumbu-Eisbruch auf nepalesischer Seite vom Kala Patthar aus

1933 wagten andere Bergsteiger aus Großbritannien den Aufstieg zum Mount Everest. Es waren Longland, Frank Smythe, Eric Shipton, Percy Wyn-Harris und Lawrence Rickard Wager. Lager VI wurde auf einer Höhe von 8320 m errichtet. Am 30. Mai startete die Gruppe den ersten Versuch. Wyn-Harris und Wager stiegen zunächst am Grat und dann in Richtung Norton-Couloir. Dabei verstiegen sie sich und kehrten um. Am 1. Juni wagten Shipton und Smythe den zweiten Versuch. Sie verbrachten zwei Nächte in der sogenannten Todeszone. Als sich das Wetter besserte, stiegen sie höher, mussten aber nach einer Traverse des Großen Couloirs aufgeben. Frank Smythe erreichte 8573 m, die gleiche Höhe wie Norton 1924.
1934 versuchte der britische Abenteurer Maurice Wilson, den Mount Everest zu besteigen. Sein Plan war es, mit einem Flugzeug von Großbritannien nach Tibet zu fliegen, in der Nähe des Mount Everest eine Bruchlandung zu machen und von dort aufzusteigen. Bis dahin war er noch nie geflogen und hatte keinen Berg bestiegen. Nachdem er Flugunterricht genommen hatte, gelang es ihm, nach Indien zu fliegen. Nach einigen Komplikationen schaffte er es, ein Lager am Fuße des Nordsattels zu errichten. Von dort unternahm er mehrere Versuche, um auf den Nordsattel zu kommen. Am 31. Mai 1934 machte er eine letzte Eintragung in sein Tagebuch. Er schrieb, dass er erneut aufsteigen wolle. Seine Leiche wurde ein Jahr später gefunden. Wie er gestorben und wie hoch er gekommen ist, ist nicht bekannt.
1935 stand eine erneute britische Expedition zum Mount Everest an. Erstmals als Träger war Tenzing Norgay dabei. Das Ziel dieser Expedition war nicht die Besteigung des Mount Everest, da sie erst Anfang Juli und damit in der Monsunzeit stattfand. Die Ziele waren Erforschung, Landesaufnahme und Klettern in der gesamten Region. Es sollte ebenfalls erkundet werden, ob eine Nachmonsunexpedition Erfolg haben könnte. Man kletterte deshalb bis zum Lager III.
1936 sollte wieder die Besteigung angegangen werden. Als Bergsteiger dabei waren Smythe, Shipton, Wyn-Harris, Kempson, Warren, Wigram, Oliver und Gavin. Tenzing Norgay war erneut als Träger dabei. Da der Monsun bereits am 25. Mai einsetzte, scheiterte die Besteigung früh.
1938 bestand das britische Team aus Shipton, Smythe, Warren, Floyd, Oliver und Odell, der trotz seines fortgeschrittenen Alters mitgenommen wurde. Als Träger wieder dabei war Tenzing Norgay. Man war bereits am 6. April in Rongpu. Die Verhältnisse sahen zunächst gut aus, und drei Wochen später waren Bergsteiger im Lager III. Da viele Bergsteiger krank waren, stieg man zunächst wieder ab. Eine Woche später (am 5. Mai) brachte der Monsun schon Schnee. Trotzdem wurde ein Versuch unternommen, bei dem Lager VI auf 8290 m errichtet wurde. Der viele Schnee machte dann das letzte Stück aber unpassierbar.
In den 1940er Jahren gab es zwar Besteigungsversuche am Mount Everest, doch kann man sie aus heutiger Sicht nicht ernst nehmen. Auf abenteuerlichen Wegen und ohne Genehmigung wurde der Berg von Einzelnen erfolglos angegangen.

### 1950 bis 1952
In den 1950er Jahren gab es einen Wettlauf zweier Nationen um den Gipfel. Infolge der chinesischen Rückeroberung war Tibet für Ausländer nicht mehr zugänglich, jedoch hatte das Königreich Nepal, das zwischen 1815 und 1945 Ausländern die Einreise und damit die Erkundung des Himalaya verwehrt hatte, seine Blockadehaltung inzwischen aufgegeben und einzelne Expeditionen genehmigt. Die Südwestseite des Mount Everest war kaum bekannt, Mallory konnte zwar 1921 vom Lho La aus einen Blick auf die Südseite und in das Western Cwm werfen, ob von dort aus aber der Berg besteigbar oder zumindest der Südsattel erreichbar sei, blieb unbekannt. 1951 erkundete eine britische Expedition Teile dieses Zugangsweges.
1952 wurden zwei Schweizer Expeditionen genehmigt. Da sie nicht über die Nordroute aus Tibet steigen durften, mussten sie den neuen Weg aus Richtung Süden zum Berg ausprobieren. Im Frühjahr waren die Bergsteiger Chevalley, Lambert, Dittert, Flory, Aubert, Roch, Asper, Hofstetter und erneut Tenzing Norgay (diesmal als Führer der Sherpas) am Berg. Lager 6 wurde am South Col errichtet, Lager 7 auf 8382 m am Südostgrat. Tenzing Norgay hatte sich in dieser Expedition auch als Bergsteiger hervorgetan und versuchte mit Lambert den Aufstieg zum Gipfel. Sie kamen nach einer Nacht ohne Schlafsäcke und Kocher bis kurz unter den Südgipfel. Dabei wurde ein neuer Höhenrekord aufgestellt: 8600 m. Die zweite Expedition stieg im Herbst erstmals über die heutige Standardroute südlich des Genfer Sporns durch die Lhotseflanke auf den Südsattel. Lambert und Norgay wurden wegen extrem kalten Wetters auf 8100 m am Südgrat zur Umkehr gezwungen. Die bei dieser Expedition gewonnenen Erkenntnisse über die Route halfen der britischen Expedition im folgenden Jahr.
Es gibt Berichte, dass eine sowjetische Expedition im gleichen Jahr ohne Genehmigung über die Nordroute eine Besteigung versuchte. Es wurden aber nie Artefakte dieser Expedition gefunden und sie wurde auch immer dementiert.

### 1953: Die erfolgreiche Erstbesteigung

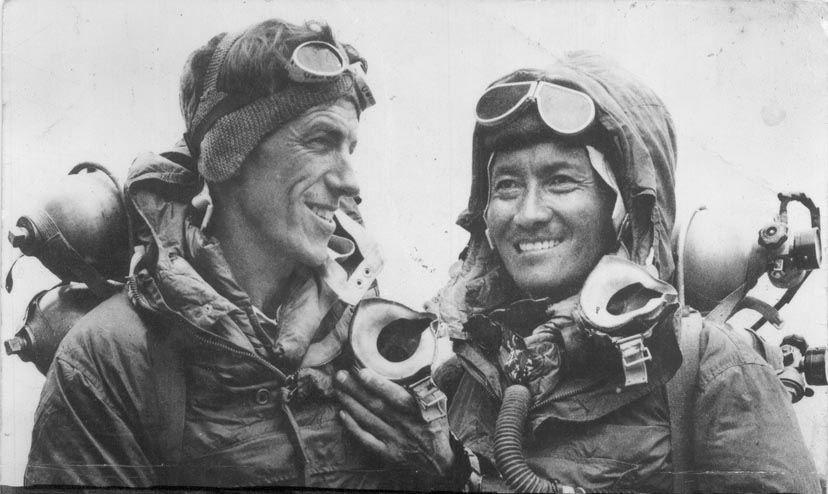
Die Erstbesteiger Edmund Hillary und Tenzing Norgay

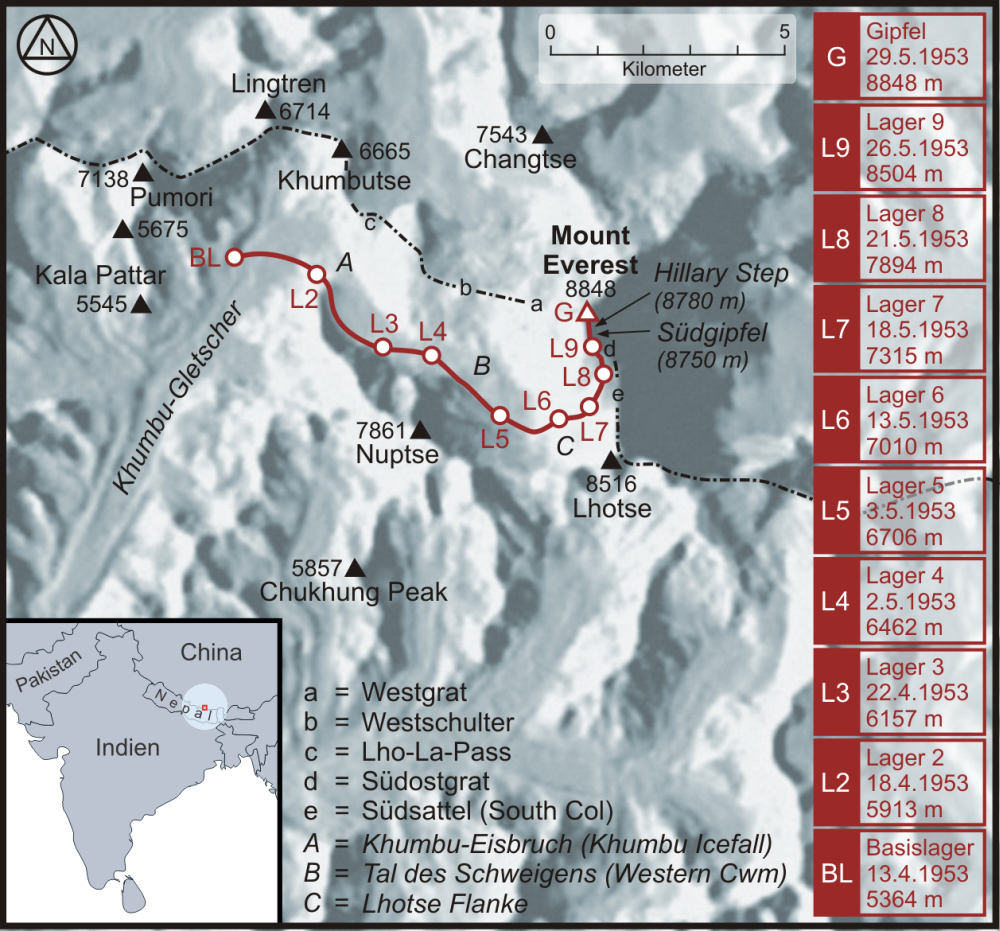
Route der Mount Everest-Besteigung im April/Mai 1953

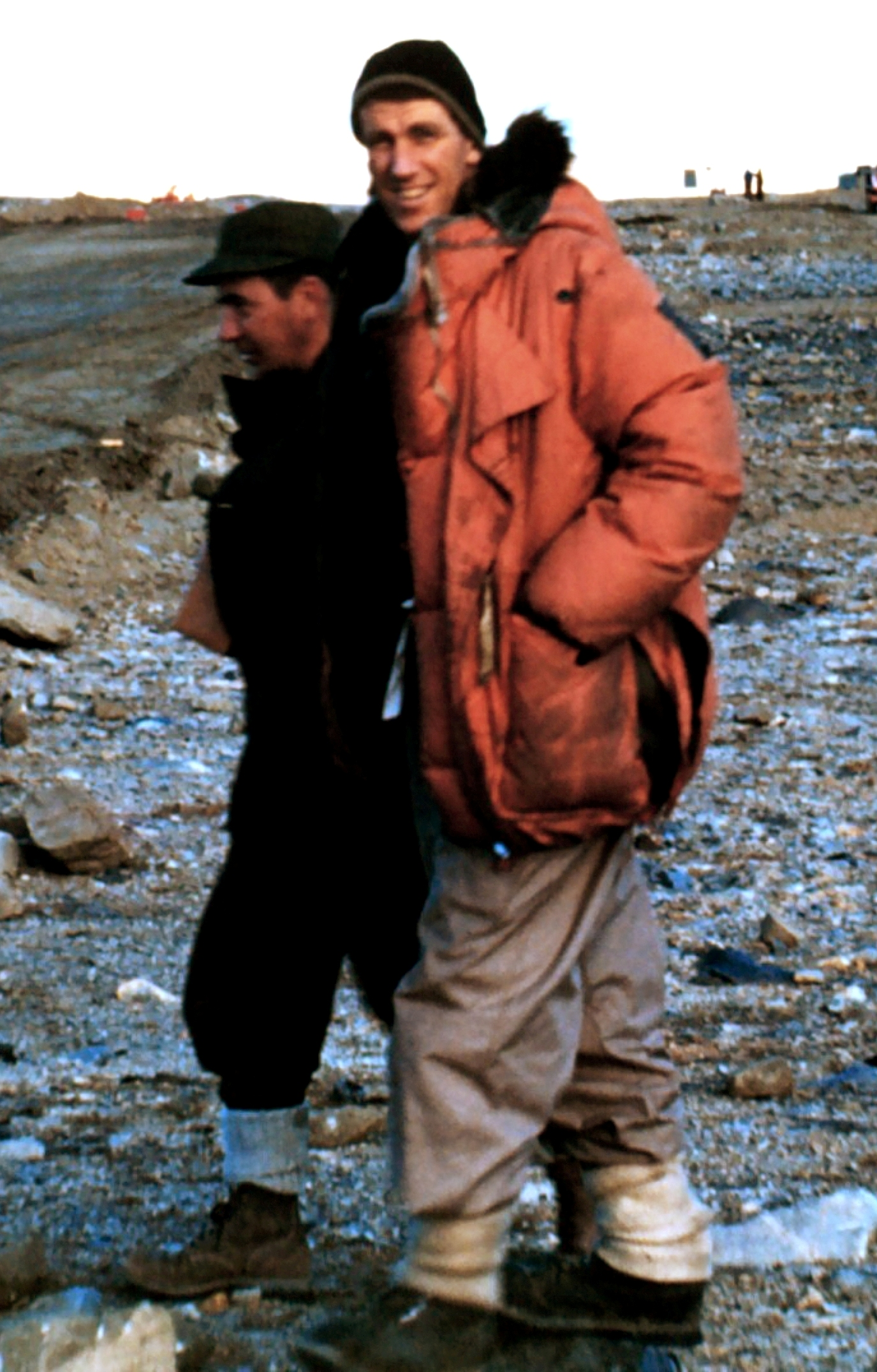
Edmund Hillary, 1957 in der Antarktis, vier Jahre nach seiner Erstbesteigung des Mount Everest

1953 wurde die neunte britische Expedition zum Mount Everest, diesmal unter der Leitung von John Hunt, ausgerichtet. Nachdem mehrere Hochlager errichtet worden waren, wurden zwei Seilschaften gebildet. Die erste Seilschaft sollte quasi einen Schnellschuss wagen, die zweite dann bei Misserfolg das letzte Hochlager weiter nach oben verlegen. So sollte der Erfolg sichergestellt werden.
Die erste Seilschaft bestand aus Tom Bourdillon und Charles Evans. Sie erreichten am 26. Mai den Südgipfel, mussten aber aufgeben, weil die von Bourdillon und seinem Vater entwickelten geschlossenen Sauerstoffsysteme infolge Vereisung versagten. Dies kostete sie so viel Zeit, dass ein weiterer Aufstieg keine Chance für einen sicheren Abstieg gelassen hätte.
Die zweite Seilschaft verwendete nun ein traditionelles, offenes Sauerstoffsystem. Zwei Tage später schafften es der Neuseeländer Edmund Hillary und die Sherpas Tenzing Norgay und Ang Nyima, das letzte Lager auf eine Höhe von 8510 m zu verlegen. Ang Nyima stieg dann wieder ab, während Hillary und Norgay am 29. Mai um 6:30 Uhr Richtung Gipfel aufbrachen. Da sie weiter oben am Berg losstiegen, erreichten sie den Südgipfel bereits um 9:00 Uhr. Gegen 10:00 Uhr erreichten sie eine Felsstufe, die später Hillary Step genannt wurde und die das letzte bergsteigerische Hindernis darstellt. Gegen 11:30 Uhr standen sie auf dem Gipfel.
Bei ihrer Besteigung fanden sie keine Spuren eines früheren Gipfelgangs. Hillarys erste Worte an seinen langjährigen Freund George Lowe nach seiner Rückkehr waren: “Well George, we finally knocked the bastard off.” (Sinngemäß: „George, wir haben den Mistkerl jetzt endlich erledigt.“) Die Meldung von der erfolgreichen Erstbesteigung erreichte London am Morgen des 2. Juni 1953. Das war der Tag der Krönung von Elisabeth II. Am 16. Juli wurde Hillary der Order of the British Empire verliehen, der gleichzeitig seine Erhebung in den Adelsstand des britischen Königreichs bedeutete. Norgay wurde von Elisabeth II. durch die Verleihung der George Medal geehrt. Die Erstbesteigung löste ein großes internationales Echo aus und wurde als Eroberung des „dritten Pols“ (nach Nord- und Südpol) gefeiert.
Wer von beiden zuerst auf dem Gipfel stand, war Gegenstand eines heftigen Disputs. Ein Gipfelfoto existiert nur von Tenzing Norgay, da dieser nicht in der Lage war, die Kamera zu bedienen und somit Hillary nicht ablichten konnte. Hillary sagte mal, dass der Gipfel des Mount Everest kein geeigneter Ort sei, um dort jemandem das Fotografieren beizubringen. Tenzing Norgay wurde von asiatischer Seite als Erstbesteiger gefeiert und ihm sogar eine Unterschrift unter ein entsprechendes Dokument abgenötigt. Er gab aber 1955 zu, dass Hillary zuerst seinen Fuß auf den Gipfel setzte. Beide betonten jedoch, dass die Erstbesteigung das Werk eines Teams war, und blieben lebenslang befreundet.

### 1954 bis 1959
1956 war erneut eine Schweizer Expedition am Berg. Den Bergsteigern Ernst Schmied und Jürg Marmet am 23. Mai sowie einen Tag später Dölf Reist und Hansruedi von Gunten gelang die zweite beziehungsweise dritte Besteigung auf der Route der Erstbesteiger. Zuvor gelang Ernst Reiss und Fritz Luchsinger im Rahmen dieser Expedition am 18. Mai die Erstbesteigung des benachbarten Lhotse. Laut Hansruedi von Gunten dachten die Teilnehmer bei der Rückreise, auf den Mount Everest wolle nach ihnen „niemand mehr hinauf“.

### 1960er Jahre

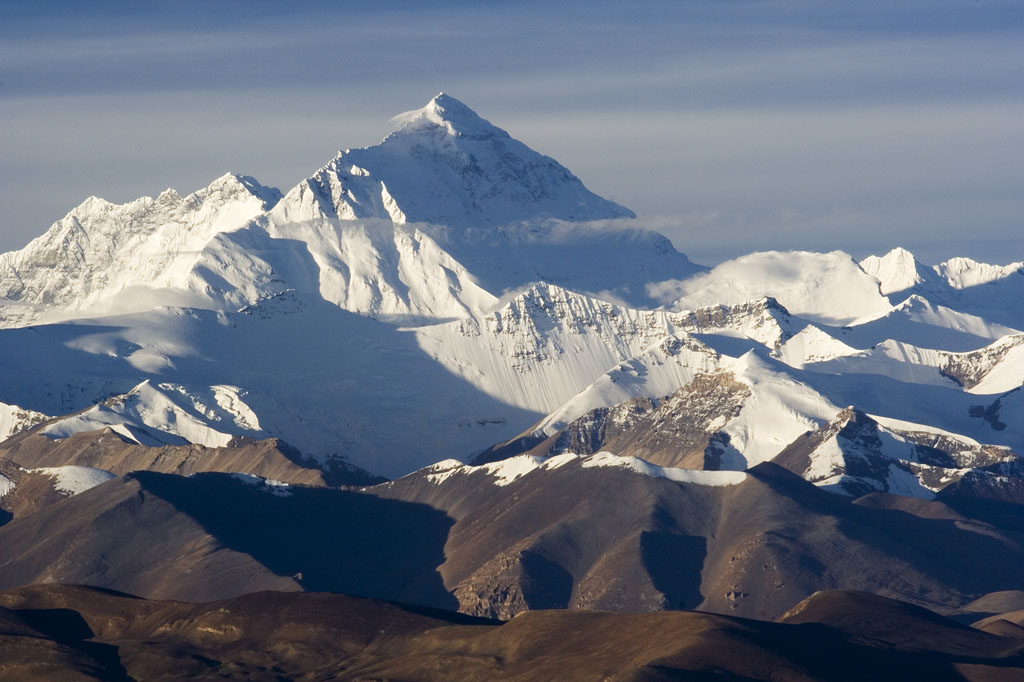
Nordseite des Mount Everest

1960 wurde der Mount Everest erstmals von tibetischer Seite aus (Nordostgrat) durch eine chinesische Expedition bestiegen. Die Bergsteiger Wang Fu-chou, Konbu und Qu Yinhua waren vermutlich die ersten, die den Second Step erklettern konnten. Das letzte Stück soll Qu Yinhua sogar barfüßig von den Schultern eines Teamkollegen gemeistert haben. Diese Besteigung wurde jedoch vereinzelt angezweifelt, da es keine sichere Dokumentation für den Gipfelsieg gibt. Ein damals veröffentlichtes Foto zeigt aber den Berg oberhalb des Second Step. Mittlerweile wird diese Besteigung offiziell anerkannt. Besser dokumentiert und daher vereinzelt noch als Erstbesteigung dieser Route angesehen ist die einer ebenfalls chinesischen Expedition im Jahr 1975.
Im Jahre 1962 wagte sich eine sehr improvisiert organisierte Expedition von drei Amerikanern und einem Schweizer ohne Bewilligung von der tibetischen Seite her an den Mount Everest. Der Schweizer Hans-Peter Duttle hatte sich innerhalb eines Tages zu entscheiden und folgte den anderen ab Kathmandu mit nur zwei Trägern und einem Touristenvisum nach Khumbu. Zur Täuschung der Behörden besaßen die Amerikaner eine Bewilligung für den Gyachung Kang. Am Fuße des Übergangs Nup La wurden die letzten zwei Träger ausbezahlt, und die vier Bergsteiger kämpften sich eine Woche lang zur Grenze hoch. Über tibetisches Gebiet gelangten sie zum Nordsattel des Mount Everest. Dort, nach drei Wochen, stürzten der Leiter der Expedition, Woodrow Wilson Sayre, sowie Roger Hart bei einem Materialtransport ab. Duttle und der vierte Mann, Norman Hansen, hatten sie schon aufgegeben, aber die zwei konnten sich retten. Die völlig mangelhaft ausgerüstete Gruppe stieg in den nächsten Tagen ohne Sauerstoff weiter bis auf eine Höhe von 7700 Metern, wofür Robert Bösch sowohl Bewunderung als auch ungläubiges Kopfschütteln über so viel Leichtsinn zeigte. Dort stürzte Sayre noch einmal und die Gruppe kehrte um, als sich Absturzverletzungen lebensbedrohlich entzündeten. Mit kaum mehr Material schafften alle vier die Rückkehr in die Zivilisation. Die Expedition sorgte für politische Misshelligkeiten und gefährdete die Expedition von Norman Dyhrenfurth im Folgejahr.
1963 eröffnete die offiziell erste amerikanische Expedition unter der Leitung von Norman Dyhrenfurth eine neue Route über den Westgrat. Tom Hornbein und Willi Unsoeld stiegen vom Tal des Schweigens aus auf die Westschulter, folgten dem Westgrat, mussten dann aber wegen zu großer technischer Schwierigkeiten auf dem Grat in die Nordwand ausweichen. Sie stiegen in der seither „Hornbein-Couloir“ genannten Schlucht der Nordwand zum Gipfel und führten dann die erste Überschreitung des Mount Everest durch, indem sie ihren auf der Südroute angestiegenen Kameraden im Abstieg folgten. Diese Überschreitung war zugleich die erste Überschreitung eines Achttausenders überhaupt. Die vier biwakierten beim Abstieg auf 8600 Metern.

### 1970er Jahre
Der Versuch einer Erstbegehung der Südwestwand im Zuge der Ersten Europäischen Mount Everest Expedition 1972 scheiterte etwa 500 Höhenmeter unter dem Gipfel. Die Vormonsunexpedition war von Karl Maria Herrligkoffer organisiert worden. Nachdem die Differenzen innerhalb der Gruppe, der Extrembergsteiger unterschiedlicher Nationen angehörten, zu einer Belastung geworden waren, wurde die Expedition nach einem Schlechtwettereinbruch abgebrochen. Im selben Jahr startete eine britische Nachmonsunexpedition, an der auch Hamish MacInnes und Doug Scott teilnahmen, die wenige Monate zuvor Mitglieder der Ersten Europäischen Mount Everest Expedition gewesen waren. Auch sie erreichten den Gipfel nicht. 1975 gelangten Doug Scott und Dougal Haston erstmals durch die Südwestwand zum Gipfel, allerdings wählten sie im oberen Teil eine andere Route.
Am 16. Mai 1975 stand mit der Japanerin Junko Tabei die erste Frau auf dem Gipfel. Wenig später erreichte die Tibeterin Phanthog als Teilnehmerin der chinesischen Nordgrat-Expedition als zweite Frau den Gipfel. Im selben Jahr wurde die Südwestwand, die sich 2500 m aus dem Tal des Schweigens erhebt, von einer britischen Expedition unter Leitung von Chris Bonington durch Doug Scott und Dougal Haston zum ersten Mal bewältigt. An dieser Wand waren zuvor bereits sechs Expeditionen gescheitert. Die Schlüsselstelle in der Route ist die Überwindung eines gewaltigen Felsbandes oberhalb der schneegefüllten Rinne. Doug Scott und Dougal Haston biwakierten beim Abstieg eine Nacht in einer Schneehöhle am Südgipfel (8750 m).
Am 3. Mai 1978 war mit Robert Schauer der erste Österreicher auf dem Gipfel. Schauer glückte 18 Jahre später eine zweite und 2004 eine dritte Besteigung. Nur fünf Tage später, am 8. Mai 1978, bestiegen Reinhold Messner und Peter Habeler den Gipfel erstmals ohne zusätzlichen Sauerstoff. Weitere drei Tage später erreichte Reinhard Karl aus derselben Expedition als erster Deutscher den Gipfel. Weitaus weniger bekannt ist, dass im Herbst desselben Jahres Hans Engl als erster Deutscher den Gipfel ebenfalls ohne zusätzlichen Sauerstoff erklomm. Dem Österreicher Franz Oppurg gelang am 14. Mai 1978 die erste Solobesteigung des Mount Everest. Die erste deutsche Frau stand 1979 auf dem Gipfel: Hannelore Schmatz kam aber beim Abstieg ums Leben. Die wohl schwierigste Grat-Route, der direkte Westgrat, wurde ebenfalls 1979 durch eine jugoslawische Expedition gemeistert. Andrej Štremfelj und Jernej Zaplotnik überwanden schwierigste Felspassagen.

### 1980er Jahre
In den 1980er Jahren gelangen die erste Winter- und die erste Alleinbegehung sowie neue, schwierige Routen auf den Gipfel. Die erste Winterbegehung der Südsattelroute praktizierte 1980 eine polnische Expedition. Am 17. Februar erreichten Leszek Cichy und Krzysztof Wielicki den Gipfel, wobei sie mit Temperaturen von bis zu −45 °C und Windgeschwindigkeiten von fast 200 km/h zu kämpfen hatten. Im selben Jahr gelang Reinhold Messner die erste Alleinbegehung des Berges im reinen Alpinstil. Zudem wurde die Nordwand von den Japanern Takashi Ozaki und Tsuneo Shigehiro erstmals vollständig durchstiegen. Jerzy Kukuczka war mit einer polnischen Expedition am Südpfeiler erfolgreich. 1982 eröffnete eine sowjetische Expedition eine neue Route über den Südwestpfeiler. Die Ostwand wurde 1983 durch die US-Amerikaner Louis Reichardt, Kim Momb und Carlos Buhler bezwungen. 1986 durchstiegen Erhard Loretan und Jean Troillet das Hornbein-Couloir. Als erster Frau gelang der Neuseeländerin Lydia Bradey die Besteigung ohne zusätzlichen Sauerstoff am 14. Oktober 1988.

### 1990er Jahre

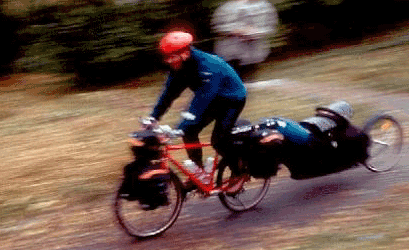
Göran Kropp ab Schweden – Rad, Einradanhänger und Ausrüstung wiegen 108 kg (1995)

1990 bestieg Andrej Štremfelj den Mount Everest ein zweites Mal zusammen mit seiner Frau Marija. Beide waren das erste verheiratete Paar auf dem höchsten Gipfel der Erde. Am 5. Februar 1990 startete Tim Macartney-Snape aus Australien mit seiner Frau Ann Ward im Golf von Bengalen, um jeden Höhenmeter selbst aufzusteigen. Er ging den gesamten Weg von der Insel Sagar im Gangesdelta an der Meeresküste Indiens und erreichte den Gipfel über die Normalroute ohne Unterstützung von Sherpas oder Sauerstoffflaschen. Der Film Everest Sea to Summit von Michael Dillon dokumentiert das Unternehmen. Macartney-Snape gründete danach mit Roland Tysen das Ausrüstungs- und Bekleidungsunternehmen Sea to Summit.
Im Jahr 1995 wurde der lange Nordostgrat vollständig bis zum Gipfel begangen. Im gleichen Jahr schaffte es die Schottin Alison Hargreaves als erste Frau ohne zusätzlichen Sauerstoff über die Nordroute auf den Gipfel. 1996 wurde die Saison durch zwölf Todesfälle überschattet, die bis zu diesem Zeitpunkt tödlichste Saison am Mount Everest. In einem am Mittag aufziehenden Höhensturm kamen mehrere Bergsteiger aus der Gipfelzone nicht mehr zurück zu ihren Zelten, unter anderem sehr erfahrene Expeditionsleiter, die zuvor schon mehrfach oben gewesen waren. Einzelheiten dazu stellt der Artikel Unglück am Mount Everest (1996) dar. 1996 brauchte Hans Kammerlander nur 16 Stunden und 45 Minuten, um vom vorgeschobenen Basislager über die Nordroute auf den Gipfel zu steigen. Danach fuhr er teilweise auf Skiern hinab.
Der Schwede Göran Kropp (1966–2002) fuhr ab Oktober 1995 mit dem Fahrrad und Anhänger von Stockholm 13.000 km zum Mount Everest und bestieg diesen am 23. Mai 1996. Im Zuge einer weiteren Besteigung 1999 mit seiner Partnerin Renata Chlumska – erste Schwedin und Tschechin am Gipfel – machten beide eine Säuberungsaktion am Berg. Der britische Abenteurer Bear Grylls bestieg 1998 als damals jüngster Brite mit 23 Jahren den Mount Everest. Ebenfalls 1998 war der Brite Tom Whittaker der erste Beinamputierte, der den Gipfel erreichte. Babu Chiri Sherpa verbrachte ein Jahr später 21 Stunden ohne zusätzlichen Sauerstoff auf dem Gipfel (Rekord des längsten Gipfelaufenthalts). Am 27. Mai 1999 schaffte Helga Hengge über die Nordroute als erste deutsche Frau die erfolgreiche Besteigung.

### 2000er Jahre
2000 fuhr Davo Karničar den kompletten Berg mit Skiern hinab. Ein Jahr später erreichte mit Erik Weihenmayer der erste Blinde den Gipfel und Marco Siffredi fuhr das große Couloir mit dem Snowboard ab.
Evelyne Binsack erreichte am 23. Mai 2001 als erste Schweizerin den Gipfel.
2004 eröffnete eine russische Expedition eine neue Route durch die Nordwand, die weitgehend eine Direttissima darstellt. Am 30. Mai erreichten Pawel Schabalin, Ilja Tukhvatullin und Andrej Mariew den Gipfel.
Im Jahr 2006 stand mit Mark Inglis der erste doppelt Beinamputierte auf dem Gipfel, während der Skyrunner Christian Stangl vom vorgeschobenen Basislager nur 16 Stunden und 42 Minuten für die Besteigung über die Nordroute benötigte.
Im Jahr 2007 ließ der Mobilfunkanbieter China Mobile drei Sendemasten auf 5200 m, 5800 m und 6500 m Höhe installieren. Dies sollte ermöglichen, auf der gesamten Aufstiegsroute bis zum Gipfel ein Mobiltelefon zu benutzen, und stand im Zusammenhang mit dem für das folgende Jahr geplanten olympischen Fackellauf.
Anlässlich der Olympischen Spiele 2008 in Peking wurde die olympische Fackel während des Fackellaufes am 8. Mai 2008 von Bergsteigern von der tibetischen Seite auf den Gipfel gebracht. Um dies medial besser präsentieren zu können, wurde die Straße zum nördlichen Basislager im Rongpu-Tal befestigt. Das Training chinesischer Bergsteiger für diesen Fackellauf geschah in der Saison 2007 erstmals mit militärischen Absperrmaßnahmen, privilegiertem Zugang und Wachposten am chinesischen Basislager, ein für Bergsteiger ungewohnter und kritisch betrachteter Umstand, den es zuvor an keinem Berg gab. Im Frühjahr 2008 wurden zunächst alle Expeditionen über die Nordroute bis zum 10. Mai untersagt, später schloss sich auch Nepal an und untersagte das Bergsteigen am Mount Everest. Somit gab es im Frühjahr außer der Fackellauf-Expedition kaum Gipfelchancen für auswärtige Bergsteiger. Auch die Besteigung des Cho Oyu wurde bis zum 10. Mai untersagt. Zudem wurde den Bergsteigern die Benutzung von modernen Kommunikationsmitteln sowie das Fotografieren untersagt.
Nach mehreren gescheiterten Versuchen beging Park Young-Seok im Jahr 2009 eine neue Route in der Süd-West-Wand.

### 2010er Jahre
Als erste Österreicherin erreichte Sylvia Studer gemeinsam mit ihrer Tochter Claudia und ihrem Mann Wilfried am 23. Mai 2010 den Gipfel.
Als erste Österreicherin ohne Sauerstoffflaschen stand Gerlinde Kaltenbrunner am 24. Mai 2010 am Gipfel.
Der Südkoreaner Kim Chang-ho begann seine Expedition „0 to 8,848 m“ ebenfalls an der Insel Sagar am Golf von Bengalen, paddelte jedoch die ersten 160 km gangesaufwärts bis Kalkutta, radelte die nächsten 1000 km über Dharan und Tumlingtar, wanderte noch 150 km zum Mount Everest Base Camp und kletterte auf der Normalroute am 20. Mai 2013 zum Gipfel mit An Chi-Young, Oh Young-hoon und Seo Sung-ho, der beim Abstieg starb.
Am 18. April 2014 kamen auf der nepalesischen Seite 16 Menschen (darunter drei Vermisste) durch eine Lawine im Khumbu-Eisbruch auf 5800 Meter Höhe ums Leben, das bis dahin folgenreichste Unglück in der Besteigungsgeschichte.
Aufgrund des Erdbebens vom 25. April 2015 kam es zu Lawinen im Bereich des Basislagers. Dabei kamen mindestens 18 Personen ums Leben, was das bisher schwerste Unglück in der Besteigungsgeschichte darstellt. Zum Zeitpunkt des Unglücks am Samstag hielten sich nach offiziellen Angaben etwa 1000 Bergsteiger und Träger am Mount Everest auf. Nach dem Erdbeben verboten die chinesischen Behörden aufgrund möglicher Gefahren durch locker gewordenes Eis und Gestein die weitere Besteigung des Mount Everest über die Nordroute bis zum Vormonsun 2016. In Nepal wurde kein offizielles Besteigungsverbot erlassen. Da aber der Khumbu-Eisbruch nicht erneut versichert werden konnte, endeten auch auf der Südroute die Besteigungsversuche. Durch das Erdbeben wurde ein Teil des oberen Teils des Hillary Step zerstört.
Der aus Bielefeld stammenden Anja Blacha gelang im Mai 2017 mit 26 Jahren als jüngster deutschen Frau die Gipfelbesteigung. In der gleichen Gruppe stieg der blinde österreichische Bergsteiger Andy Holzer auf und erklomm damit die Seven Summits. Sie stiegen unter Zuhilfenahme von Flaschensauerstoff über die Nordroute auf und standen am 21. Mai 2017 auf dem Gipfel.
Am 14. Mai 2018 bezwang der 69-jährige Chinese Xia Boyu mit zwei Beinprothesen den Mount Everest. Es war sein 5. Versuch; beim ersten Versuch 1975 erfroren ihm die Füße, sodass sie ihm abgenommen werden mussten. 1996 wurde er beidseits unterhalb der Knie amputiert. Die Regelung aus 2017, dass doppelt Beinamputierte den Mount Everest nicht besteigen dürfen, war von einem Gericht als diskriminierend aufgehoben worden. Als einziger doppelt Beinamputierter hatte zuvor der Neuseeländer Mark Inglis im Jahr 2006 den Gipfel des Mount Everest erreicht.

### 2020er Jahre
Als Folge der COVID-19-Pandemie wurde der Berg 2020 von beiden Seiten gesperrt. Für die Zeit ab der Herbstsaison 2020 hat die nepalesische Regierung im Sommer beschlossen, den Berg wieder zu öffnen, jedoch müssen Bergsteiger 4 Meter Abstand zueinander halten. Zusätzlich fordert die chinesische Regierung eine Trennlinie auf dem Gipfel, um das Vermischen der Gruppen zu verhindern und so die Gefahr einer Ansteckung durch einen evtl. Infizierten zu verhindern.
In der Saison 2023 bestiegen geschätzt 600 Bergsteiger den Mount Everest. 13 von ihnen starben und vier wurden oder werden vermisst. Hubschrauberflüge zu Lager II (6400 m hoch) und Lager III (7000 m hoch) haben das Sterberisiko für erkrankte oder verletzte Bergsteiger erheblich verringert.
Im Jahr 2024 beschloss Nepal, dass Bergsteiger zukünftig ihre Exkremente oberhalb des Basislagers einsammeln müssen und nicht mehr auf dem Berg liegen lassen dürfen. Mit der neuen Regel solle die Verschmutzung der Landschaft bekämpft werden. Zudem gebe es immer wieder die Befürchtung, dass Bergsteiger indirekt menschliche Ausscheidungen zu sich nehmen könnten, wenn sie Schnee erhitzen, um Trinkwasser zu gewinnen. Zur Durchsetzung der Vorschrift will die Kommune ein temporäres Büro im Basislager eröffnen.

### Kommerzielle Besteigungen

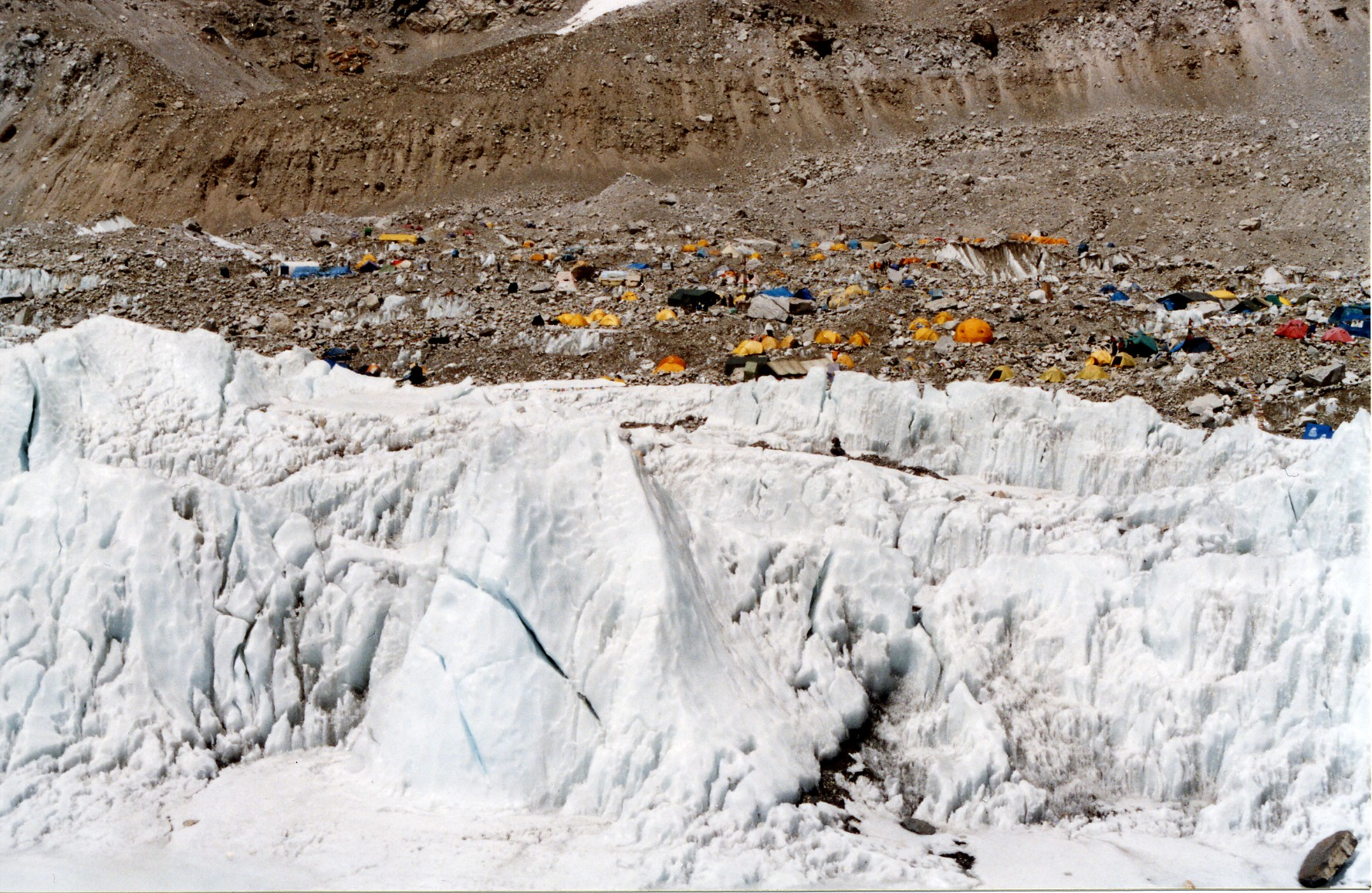
Basislager auf nepalesischer Seite vom Khumbu-Eisbruch aus betrachtet.

In den 1980er Jahren begann ein regelrechter Mount Everest-Boom, was zu einem deutlichen Anstieg der Zahl der Gipfelbesteigungen geführt hat. Während bis 1979 – also innerhalb von 27 Jahren seit der Erstbesteigung – nur 99 Menschen auf dem Gipfel waren (drei von ihnen zweimal), verdoppelte sich die Zahl der Gipfelbesteigungen zwischen 1980 und 1985 – innerhalb von nur sechs Jahren. 1993 erreichten erstmals mehr als 100 Menschen in einem Jahr den Gipfel. Im Jahr 2003 konnten mit 266 erstmals mehr als 200 Besteigungen gezählt werden. In der Rekordsaison 2007 wurde der höchste Punkt von 604 Bergsteigern erreicht. Da in diesem Jahr einige Bergsteiger mehrmals auf dem Gipfel standen, konnten sogar 630 Besteigungen gezählt werden. Das Spektrum der Gipfelaspiranten reicht von erfahrenen Alpinisten bis zu weniger geübten, die sich auf die von ihren Bergführern gelegten Fixseile verlassen müssen.
Die Kosten hierfür betrugen zwischen 13.000 und 65.000 US-Dollar. Im Jahr 2013 stiegen von der nepalesischen Seite 32 Teams auf, mit denen 242 Bergsteiger (davon 34 weiblich) den Gipfel erreichten. Alleine die Gebühren für Genehmigungen für diese 32 Teams betrugen 2.525.000 US-Dollar (ab 2011 11.000 US-Dollar pro Person; ab 2025 15.000 US-Dollar). Das sind 80 Prozent aller vom Staat eingenommenen Besteigungsgebühren im Jahr 2013 (für einige Berge in Nepal werden die Genehmigungen nicht vom Staat, sondern von der „Nepal Mountaineering Association“ vergeben). Etwa ein Drittel aller Bergsteiger am Mount Everest gehören zu einer kommerziellen Expedition. Nach wie vor sind Besteigungen ohne Flaschensauerstoff selten. Die Anziehungskraft des höchsten Berges der Erde lockt viele, die sich dieser Herausforderung nur stellen können, wenn sie sich umfangreich Hilfe kaufen; Träger, die sie vom Schleppen aller Lasten außer der minimalen persönlichen Ausrüstung entbinden, sogar die Zelte und die Schlafsäcke werden von Sherpas getragen, damit der teuer zahlende Kunde seine Kräfte für den Gipfel aufsparen kann. Von vielen renommierten Bergsteigern wird der Mount Everest wegen des großen Andrangs seit langem gemieden. Nives Meroi machte 2007 die Erfahrung: „Die großen kommerziellen Firmen bereiten alles für ihre Kunden vor, sichern die Routen, besetzen die Hochlager. Für uns als kleine Gruppe von vier Bergsteigern ist kein Platz mehr“.
Bei zwei kommerziellen Besteigungen starben 1996 zwölf Personen, weil sie hoch oben von plötzlichen Wetterumschwüngen überrascht wurden. Diese Ereignisse werden in dem IMAX-Film Everest – Gipfel ohne Gnade und in mehreren Büchern dargestellt, darunter der Bestseller In eisige Höhen von Jon Krakauer und Der Gipfel, eine Gegendarstellung von Anatoli Bukrejew. Die Routen auf den hohen Hängen des Mount Everest sind von den Leichen gestorbener Bergsteiger gesäumt: Über 300 Menschen starben beim Versuch der Besteigung oder beim Abstieg vom Gipfel. Die Versuchung, unbedingt auf dem höchsten festen Punkt der Erdoberfläche stehen zu wollen, ist groß für viele nicht ausreichend Erfahrene. Anstrengung und Sauerstoffmangel führen zu schlechteren Reaktionen und eingeschränktem Denkvermögen, das die Entscheidung zur Umkehr bei widrigen Verhältnissen erschwert. Höhenlungenödem und Höhenhirnödem sind lebensbedrohlich; wer beide Ödeme gleichzeitig erleidet stirbt mit hoher Wahrscheinlichkeit.

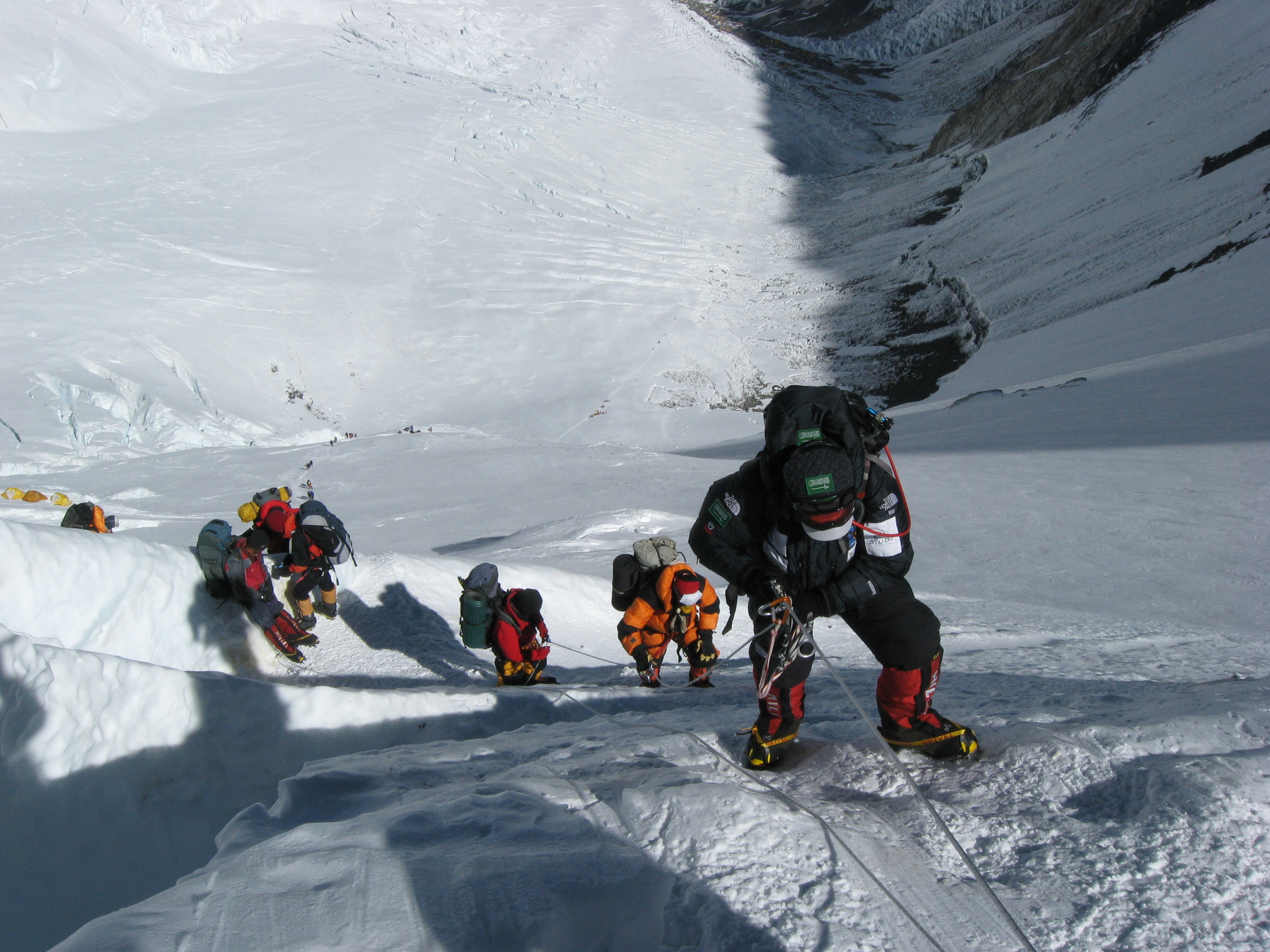
Vor den anvisierten Gipfeltagen steigen die Bergsteiger an Fixseilen entlang durch die Lhotse-Wand. Oben auf der Moräne ist Lager II zu erkennen.

An manchen der jeweils sehr wenigen „Fenstertage“ im Jahr (im Mai, vor dem Aufkommen des Monsuns) stauen sich an den klettertechnisch schwierigeren, mit Fixseilen gesicherten Stellen die Aufstiegswilligen teils mehrere Stunden lang: Die Zeit verrinnt, man kühlt beim Warten aus, und die Gefahr steigt, nicht mehr bei Tageslicht absteigen zu können. Wer hoch oben am Mount Everest in die zweite Nacht gerät (der Endaufstieg muss in der Nacht davor vor Mitternacht beginnen), hat extrem schlechte Aussichten, ohne schwere körperliche Schäden (erfrorene Zehen, Füße, Finger, Nase) wieder vom Berg herabzukommen. Auch die Hilfsmöglichkeiten der Bergführer sind in der extremen Umgebung auf den letzten 2000 Höhenmetern sehr begrenzt. Hilfeleistung unterbleibt oft auch wegen des Risikos eigener gesundheitlicher Schäden oder wegen der Vereitelung der eigenen Gipfelchancen.

### Abfallproblematik
Ein weiteres Problem dieser Art von „Tourismus“ ist, dass die Umweltverschmutzung der Lager durch Müll (Zelte, Sauerstoffflaschen, Speisereste, Dosen und Medikamente) rapide zugenommen hat. Der Südsattel wurde schon als „höchste Müllkippe der Erde“ tituliert. Mittlerweile wird von administrativer Seite verstärkt versucht, diese Begleiterscheinungen zu reduzieren. Jede Expedition muss ein Müllpfand hinterlegen, das nur zurückbezahlt wird, wenn die gesamte Ausrüstung und sogar die Fäkalien aus dem Basislager wieder abtransportiert werden. Zudem werden in regelmäßigen Abständen Expeditionen ausgerichtet, die Müll aus den Hochlagern vom Berg herunterholen. Seit dem Frühjahr 2014 sind Bergsteiger sogar verpflichtet, mindestens 8 Kilogramm Altmüll auf dem Abstieg einzusammeln und mitzubringen.
Auch private Initiativen versuchen das Problem zu mildern. 1995 organisierte u. a. Scott Fischer eine Reinigungsexpedition, in der den Sherpas für jede heruntergebrachte Sauerstoffflasche eine Prämie bezahlt wurde.
Der Japaner Ken Noguchi hat (Stand 2007) fünf Säuberungsexpeditionen ausgerichtet und dabei neun Tonnen Abfälle abtransportiert.
Im Jahr 2010 startete eine Initiative von 20 Sherpas unter Leitung von Phurba Namgyal, die das Ziel hatte, den Berg von mindestens drei Tonnen Bergsteiger-Müll (alte Zelte, Seile, Sauerstoffflaschen, Nahrungsmittelverpackungen u. a.) zu säubern. Nebenbei sollten auch die Leichen von mehreren Bergsteigern (u. a. Gianni Goltz † 2008, Rob Hall † 1996) geborgen werden.  2018 konzentrierte sich die Abfallsammelkampagne auf recyclebare Materialien.
In der Nähe des Mount Everest sind hotelähnliche Lodges entstanden. Sie befinden sich nicht an den traditionellen Siedlungsschwerpunkten und bieten „Komforttrekkern“ einen gewissen Luxus. (Siehe auch Mount Everest Trek).

## Statistik der Besteigungen

### Anzahl der Besteigungen
Seit der Entdeckung von 1852, dass der Mount Everest der höchste Berg der Erde ist, vergingen 101 Jahre bis zu seiner Erstbesteigung.
15 Expeditionen versuchten dies vergeblich; dabei starben 21 Menschen.
Bis Ende 2006 gab es über 14.000 Besteigungsversuche, 3057 davon gelangen. Nur etwa einer von fünf Aspiranten gelangte auf den Gipfel. Bis Ende 2010 wurden insgesamt 5104 Gipfelerfolge gezählt. Davon wurden nur 173 Besteigungen ohne Zusatzsauerstoff durchgeführt.
Am 23. Mai 2010, dem bis dahin größten Ansturm, standen 169 Menschen auf dem Gipfel. Bis Ende 2018 erhöhte sich die Anzahl der Besteigungen auf 8400.
Die meisten Besteigungen hat bisher der Sherpa Kami Rita durchgeführt, der mittlerweile 31-mal (Stand: Mai 2025) auf dem Gipfel stand.

### Zeitrekorde
Die schnellste Besteigung gelang dem Sherpa Pemba Dorjee, der am 21. Mai 2004 den Aufstieg vom Basislager zum Gipfel in nur 8:10 Stunden schaffte. Auf der Nordroute hält Christian Stangl seit dem Jahr 2006 mit 16:42 Stunden den Rekord, wobei er allerdings am vorgeschobenen Basislager startete. Hans Kammerlander brauchte auf derselben Route zehn Jahre zuvor nur wenige Minuten länger. Bei diesen Schnellbesteigungen ist aber zu beachten, dass der genaue Startpunkt bei jeder Besteigung anders war und sie deshalb kaum miteinander verglichen werden können.

### Altersrekorde
Der jüngste Besteiger war der US-Amerikaner Jordan Romero, der im Alter von 13 Jahren und 10 Monaten den Gipfel am 22. Mai 2010 erreichte. Die jüngste Bergsteigerin war die fast gleichalte Inderin Malavath Purna mit 13 Jahren und 11 Monaten, die den Gipfel am 25. Mai 2014 erklomm.
Die bisher älteste Frau, die auf dem Mount Everest war, ist die Japanerin Tamae Watanabe. Sie erreichte erstmals am 16. Mai 2002 als schon damals mit 63 Jahren älteste Besteigerin den Gipfel über die Südostroute von Nepal aus. Durch eine erneute Begehung des Gipfels am 19. Mai 2012 über die Nordroute von Tibet aus erhöhte sie ihren eigenen, bis dahin ungeschlagenen Altersrekord auf 73 Jahre.
Mit einem Alter von 80 Jahren war der Japaner Yūichirō Miura am 23. Mai 2013 der älteste Mensch auf dem Gipfel. Er war damit auch der älteste Mensch überhaupt, der je auf einem Achttausender stand. Am 6. Mai 2017 starb der 85 Jahre alte Min Bahadur Sherchan vermutlich an einem Herzinfarkt im Basislager auf der Südseite des Berges, bevor er seinen abermaligen Versuch starten konnte, nach seinem Rekord 2008 einen neuen Altersrekord aufzustellen.

### Todesfälle
Bis 2013 starben am Mount Everest insgesamt 248 Menschen – 140 auf nepalesischer und 108 auf tibetischer Seite. Bis Ende 2018 erhöhte sich die Anzahl der tödlich verunglückten Bergsteiger auf über 300. Häufige Todesursachen sind Abstürze, Erfrierung, Erschöpfung, Höhenkrankheit und Lawinen. Die meisten Bergsteiger verunglücken oberhalb von 8000 m während des Abstiegs. Besteigungen ohne Flaschensauerstoff sind durchschnittlich nur halb so oft erfolgreich und mit einem doppelt so großen Todesrisiko behaftet wie Besteigungen mit Flaschensauerstoff.

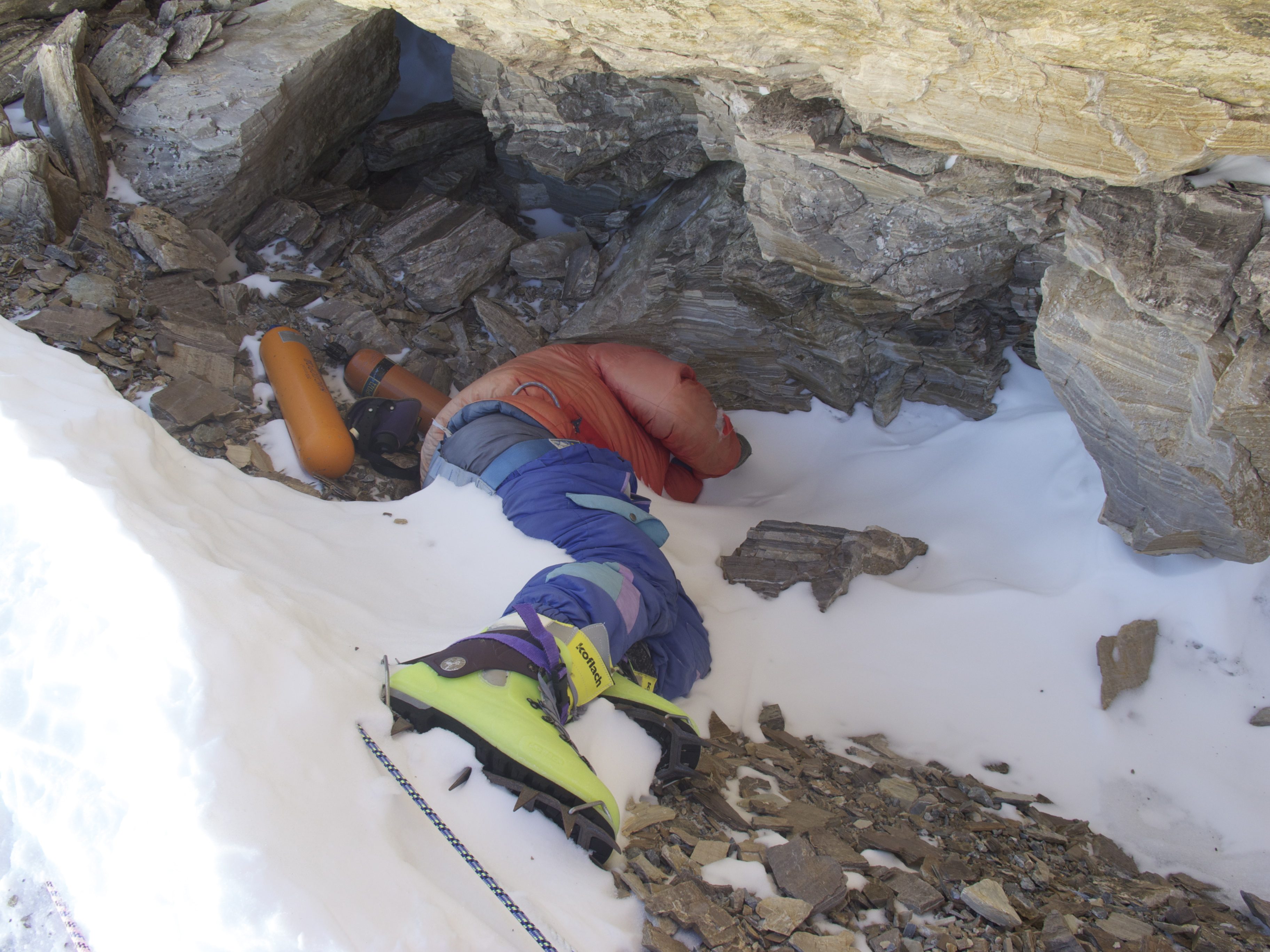
Leiche eines indischen Bergsteigers, der 1996 ums Leben kam und von Mount-Everest-Besteigern aufgrund seiner Stiefel den Spitznamen „Green Boots“ bekam

Von den Toten wurden bisher nur etwa ein Drittel geborgen. Rund 200 Leichen liegen oft eingeschneit oder in den Gletschern und Eisfeldern eingefroren entlang der Aufstiegsrouten. Da es teuer, aufwändig und gefährlich ist, Leichen zu bergen, werden die Toten daher nur geborgen, wenn sie die häufig genutzten Aufstiegsrouten versperren oder dies von den Familien gefordert wird. Einige Tote dienen hingegen sogar als Wegzeichen, wie etwa (bis 2014) der indische Bergsteiger „Green Boots“: Seine hellgrünen Stiefel signalisierten den Bergsteigern, dass sie bald den Gipfel erreichen würden.
Der Mount Everest-Chronist Alan Arnette erstellt regelmäßig Todesfall-Statistiken. Im Jahr 2018 schlüsselte er die 288 Todesfälle bis 2017 zusätzlich danach auf, ob sie sich auf einer der beiden Normalrouten (Südroute und Nordroute) oder auf anderen, schwierigeren Routen ereignet haben. Südroute und Nordroute unterscheiden sich laut der Statistik kaum in ihrem Risiko; die Nordroute erscheint etwas weniger gefährlich. Die Begeher anderer als der Normalrouten sind am meisten gefährdet: Auf diesen schwierigeren Routen ereigneten sich 80 Todesfälle (28 % aller Todesfälle) – obwohl auf ihnen nur 265 Gipfelerfolge von insgesamt 8306 erfolgreichen Besteigungen errungen wurden.
Hierbei muss man berücksichtigen, dass die Zahlen derer, die erfolglos versuchen, auf den Gipfel zu kommen, ca. fünf- bis sechsmal höher sind als die Erfolge und niemand diese für eine Statistik erfasst. Wohl weit über 30.000 Menschen versuchten, auf den Gipfel des Mount Everest zu kommen. Es kommen auch Menschen am Mount Everest zu Tode, die niemals oben waren.

## Routen

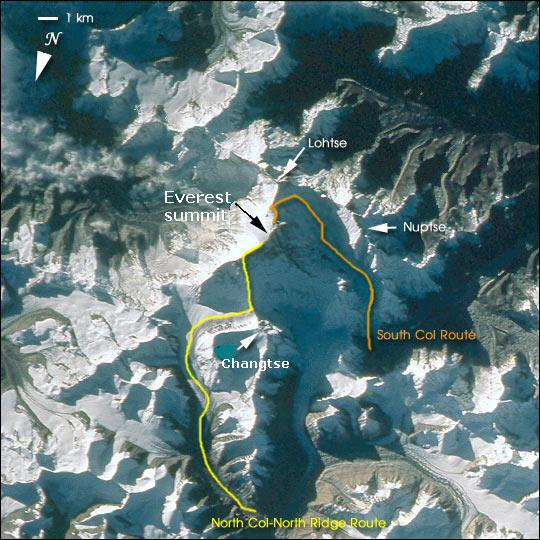
Die beiden Hauptrouten des Mount Everest

Am Mount Everest gab es laut EverestHistory.com im Jahr 1996 15 offizielle Routen. Die beiden Standardrouten sind die Südroute und die Nordroute. Die weiteren Routen sind technisch deutlich schwieriger und zum größten Teil nur einmal begangen worden.
Endpunkt aller Routen ist ein nur etwa zwei Quadratmeter großes Gipfelplateau. Die tibetische Nordroute ist im Vergleich zur nepalesischen Südroute mit etwa 40.000 US$ (Stand 2005) für den zahlenden Kunden um ein Drittel „preiswerter“, wenn man sich einer der zahlreichen geführten Expeditionen anschließt. Der Grund dafür sind logistische Vorteile (niedrigere Gebühren für die staatliche Genehmigung einer Expedition, Zahl der notwendigen Yaks und Träger, Zahl der Sauerstoffflaschen und weiteres). Die prozentuale Erfolgsquote der Nordroute ist jedoch aufgrund der sehr weiten Wege geringer als auf der Südroute. In jedem Fall muss man sich der Gefahren des geringen Luftdrucks (Sauerstoffmangel), plötzlicher Wetterumschwünge und heftiger, äußerst kalter Winde auf den Graten bewusst sein. Der Aufenthalt in der sogenannten „Todeszone“ oberhalb 7500 m ist auf der Nordroute um ein bis zwei Tage länger; dementsprechend ist das Risiko, wegen widrigen Wetters oben festzusitzen oder gar unterwegs in Nebel oder Schneesturm zu geraten, auf der Nordseite höher.

### Südroute

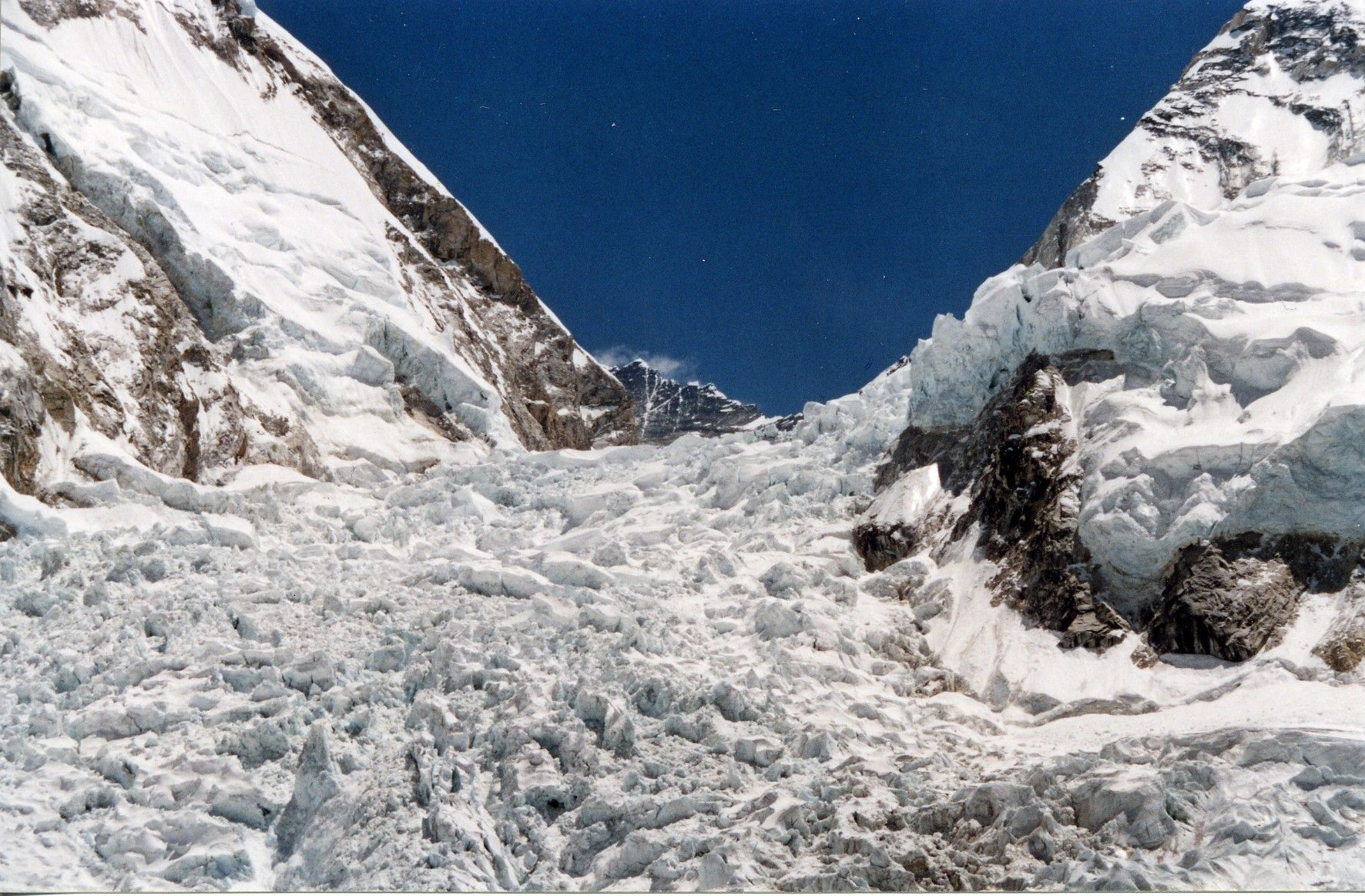
Khumbu-Eisbruch. Der Gipfel ist aus dieser Perspektive nicht zu sehen.

Die Südroute gilt als Standardroute und wurde auch bei der Erstbesteigung gewählt. Vom Basislager auf der nepalesischen Südseite auf etwa 5400 m führt sie zunächst durch den Khumbu-Eisbruch (Khumbu Icefall): eine steile Passage, in der das Gletschereis aus dem Tal des Schweigens 600 Meter abfällt und in große Blöcke – sogenannte Séracs – zerbricht, die den Aufstieg sehr erschweren. Da sie aufgrund der Eisbewegung jederzeit umstürzen können, ist es nur zu kühlen Tageszeiten ratsam, sie zu durchklettern. Der Khumbu-Eisbruch wird jeweils zu Saisonbeginn von einem Team aus Sherpas mit Leitern und Fixseilen gesichert. Diese gesicherte Route wird von allen Expeditionen gemeinsam genutzt.
Der weitere Verlauf der Route führt durch das Tal des Schweigens (Western Cwm, „kuum“ gesprochen, aus dem Walisischen). Das Western Cwm ist ein von Mount Everest, Lhotse und Nuptse eingeschlossenes Kar mit etwa 3 Kilometer Länge und das höchstgelegene Kar der Erde. Nach Durchquerung dieses Talkessels setzt sich der Weg über die vergletscherte westliche Lhotse-Flanke fort. Sie ist etwa 60 Grad steil und umfasst 1000 Höhenmeter. Im oberen Teil der Wand führt die Route über den Genfer Sporn zum zwischen Lhotse und Mount Everest gelegenen Südsattel (South Col) auf etwa 8000 m Höhe, wo fast alle Expeditionen das Hochlager für die Gipfeletappe einrichten. Es wurden allerdings auch schon noch höher gelegene Lager eingerichtet. Vom Südsattel aus führt der Weg den Grat des Mount Everest hinauf bis zum Südgipfel etwa 100 Höhenmeter unterhalb des eigentlichen Gipfels, dann über das bis 2015 letzte große Hindernis, eine etwa zwölf Meter hohe, fast senkrechte Felskante, den Hillary Step.

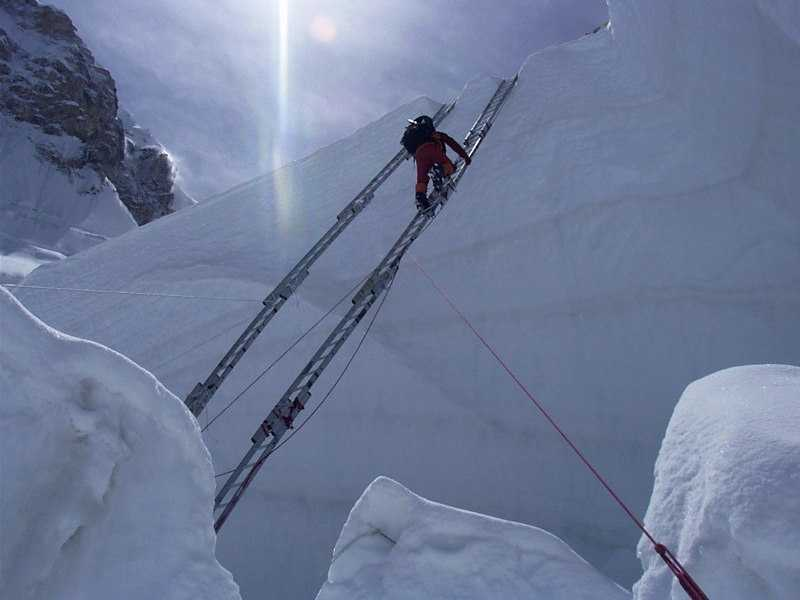
Leitern dienen zum Passieren der Spalten im Khumbu-Eisbruch
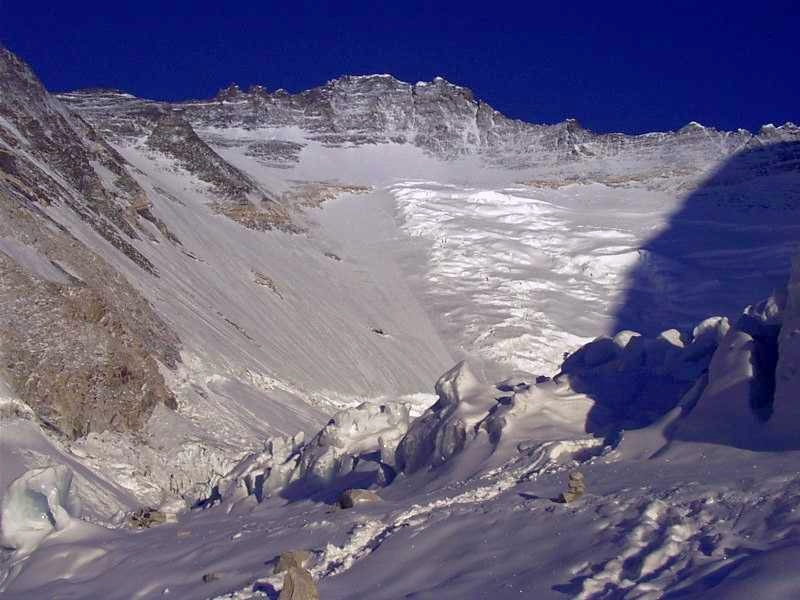
Tal des Schweigens und Lhotseflanke mit dem „Genfer Sporn“

### Nordroute

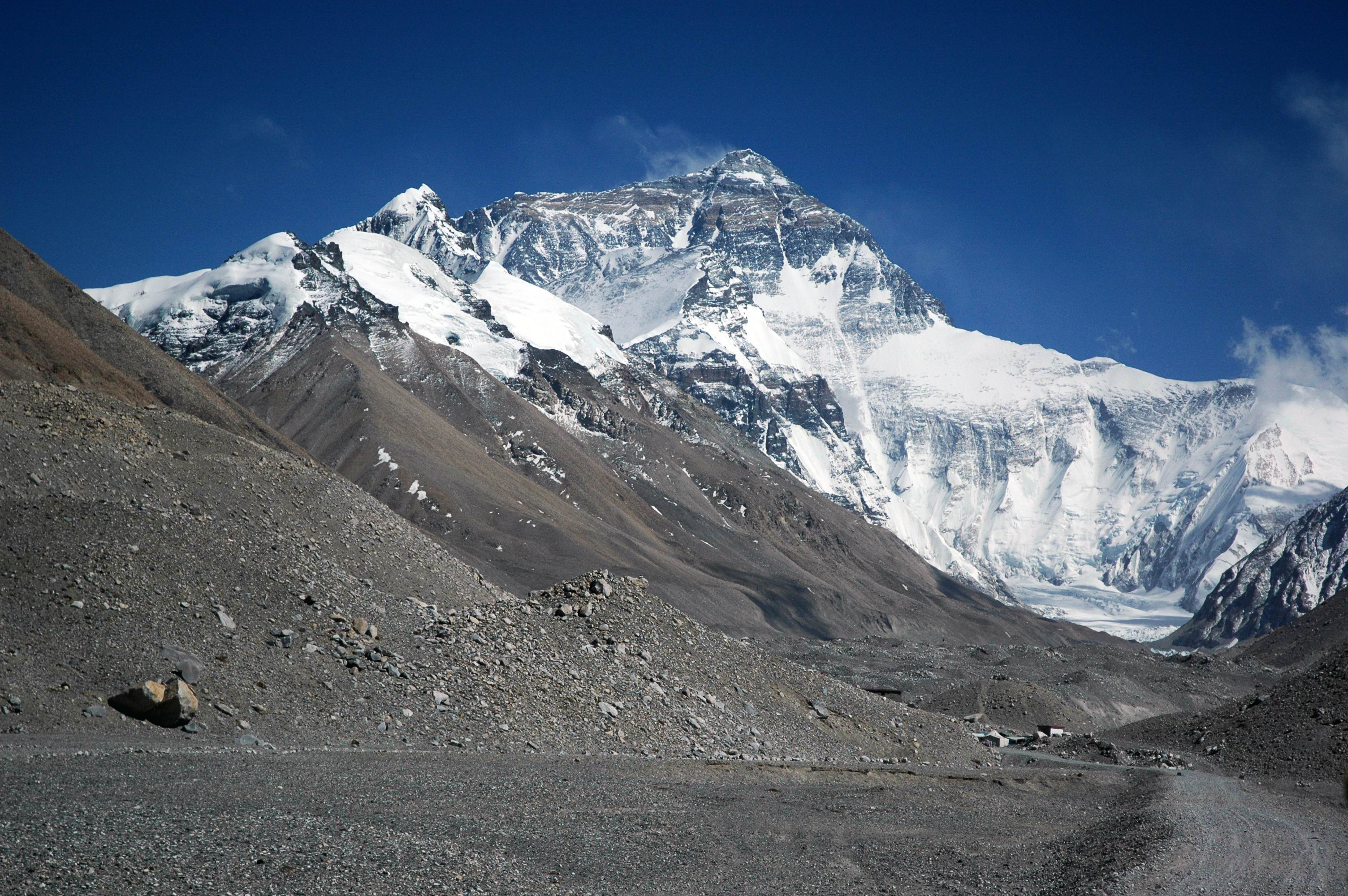
Rongputal und Nordwand, davor der Changtse

Die Alternative zur Südroute ist die Nordroute von der tibetischen Seite aus. Sie beginnt im Rongpu-Tal mit einem Basislager in etwa 5300 m Höhe und führt in einem Zweitagestrek mit Yak-Transport in das Tal des östlichen Rongpu-Gletschers, wo sich am Fuß der Nordsattel-Wand das vorgeschobene Basislager (ABC, advanced base camp) befindet. Dann geht die Tour den Steilhang hinauf auf den Nordsattel (North Col) mit etwa 7000 m Höhe, von wo aus die ausgesetzten Gipfelgrate (Nordgrat und Nordostgrat) den weiteren Aufstieg über geringer geneigte Grate (im Vergleich zur steileren Südroute) ermöglichen. Ernsthaftes kräftezehrendes und klettertechnisches Hindernis ist hinter dem letzten Lager in etwa 8300 m Höhe hoch auf dem oberen Grat die mittlere der drei Felsstufen (Second Step) mit einer Fußhöhe auf etwa 8610 m. Der Second Step weist eine Kletterhöhe von etwa 40 Metern auf, die letzten fünf Meter sind fast senkrecht. Hier wurde von einer chinesischen Expedition im Jahr 1975 eine Leiter befestigt. Von dort führt die zumeist auf dem Grat verlaufende Route noch recht weit und auch über das bis zu 50 Grad steile Gipfelschneefeld. Bei seiner Alleinbegehung des Mount Everest umging Reinhold Messner den Second Step und wählte einen Weg durch das Norton-Couloir.

### Direttissime
Zwei der drei Hauptwände wurden bereits in etwa direkter Falllinie zum Gipfel (Direttissima) begangen: 1975 die Südwestwand und 2004 die Nordwand. An der Ostwand (Kangshung-Wand) gibt es zwei erstiegene Routen, die jedoch nicht als Direttissime gezählt werden können. Die Ostwand- oder Kangshung-Direttissima ist somit bislang unbewältigt. Unternähme man diese, so müsste man in einer der – vom Fuß zum Gipfel gerechnet – höchsten Wände der Erde, einen weit mehr als 3500 Meter hohen, steilen und lawinengefährdeten Felsen durchsteigen.

## Luftfahrzeuge am Mount Everest

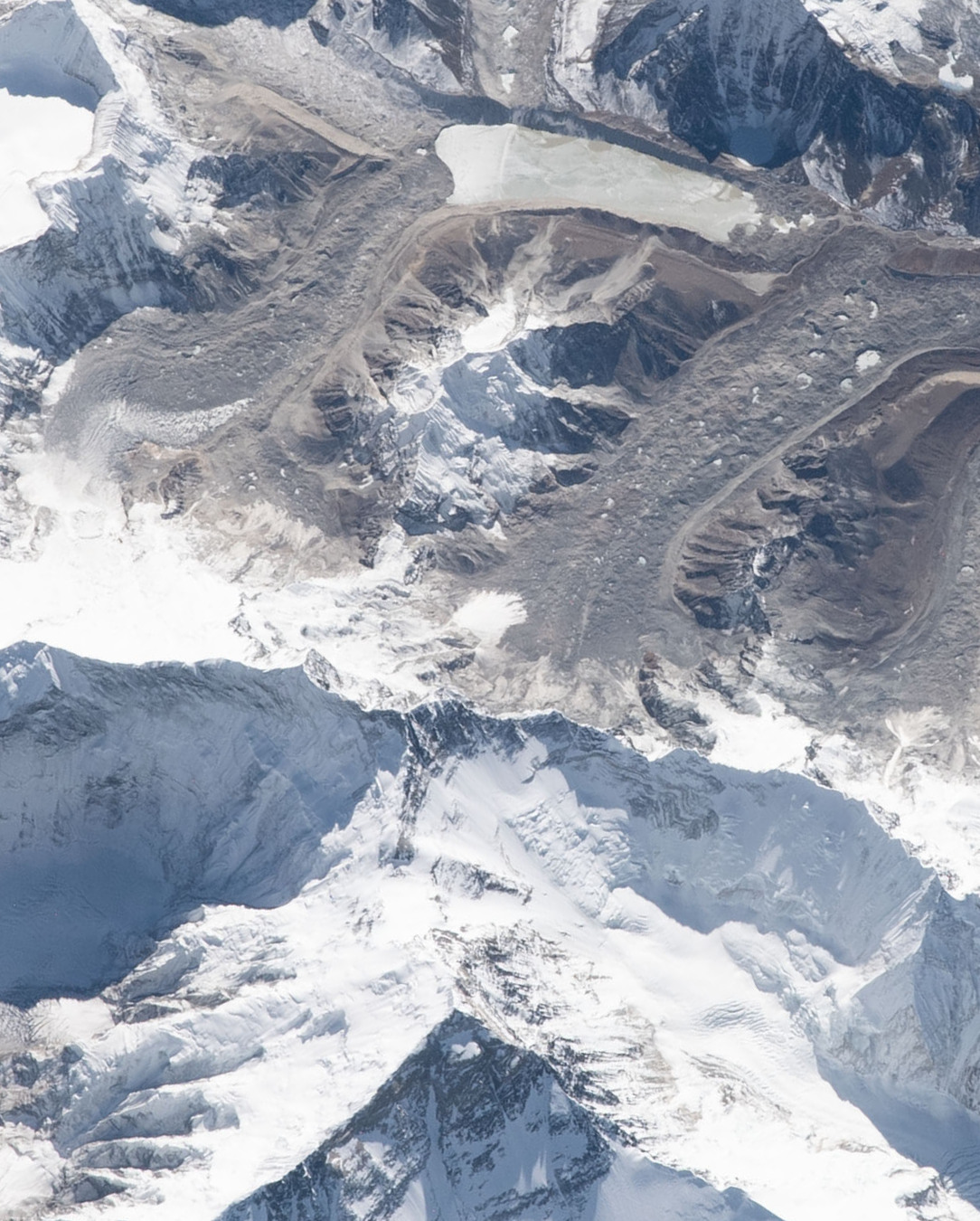
Satellitenbild des Mount Everest (unten) und des Tal des Schweigens mit Lhotse (unter der Mitte), Imja Tse (oberhalb der Mitte) und dem See Imja Tsho (oben) mit Gletschern; gesüdet

Am 3. April 1933 wurde der Mount Everest erstmals von einem Flugzeug überflogen, einer Westland PV-3 (Kennzeichen: G-ACAZ) und einer sie begleitenden Westland PV-6 (G-ACBR), beide ausgerüstet mit einem Bristol-Pegasus-Motor. Unter der Leitung von Douglas Douglas-Hamilton, Lord Clydesdale und späterer 14. Duke of Hamilton, wurden während des Fluges mit offenen Doppeldeckern wichtige Erkenntnisse über Flüge in großer Höhe gesammelt, die zur weiteren Entwicklung der Druckkabine beitrugen.
Am 26. September 1988 flog der französische Alpinist Jean Marc Boivin als erster Mensch mit dem Gleitschirm vom Mount Everest. Das Gleitschirmfliegen steckte damals noch in seinen Kinderschuhen.
Der Franzose Didier Delsalle landete am 14. und am 15. Mai 2005 als erster Mensch auf dem Gipfel des Mount Everest: mit einem speziell präparierten Hubschrauber vom Typ Eurocopter AS 350 B-3, mit „Hover Landings“, das heißt bei fast voller Motorleistung, nur eben aufgesetzt, um bei Gefahren oder Böen unmittelbar wieder starten zu können. Er stieg am Gipfel nicht aus und konnte dort auch keine Lasten aufnehmen.
2007 überflog Bear Grylls den Mount Everest mit einem Motorschirm.
Am 27. Mai 2022 wurde über einen ersten bewilligten Gleitschirmflug aus 7960 m Höhe berichtet. Der Südafrikaner Pierre Carter landete nach 20 Minuten Flug in einem Dorf, 6 km vom Basislager entfernt.

## Dokumentationen und Spielfilme (Auswahl)
- Wings Over Everest – Oscarprämierter Kurzfilm mit Aufnahmen des ersten Überfluges. 1934
- Dokumentarfilm „Mount Everest“ über die Schweizer Expedition im Jahr 1952
- National Geographic Video – Rückkehr zum Mount Everest. 1984.
- Robert Markowitz: In eisige Höhen – Sterben am Mount Everest. 1997
- Reinhold Messner, Peter Habeler: Mount Everest – Todeszone. 2002.
- National Geographic – Einzigartiger Everest. 2003.
- Barny Revill: Everest – Spiel mit dem Tod. Discovery Channel, 2006–2007
- Graeme Campbell: Everest – Wettlauf in den Tod. 2007
- Victor Grandits: Mount Everest – Der Friedhof meiner Freunde. SWR, 2007.
- Erster auf dem Everest – Universum. ORF, 2010.
- Abenteuer Everest - Die Schweizer Jubiläums-Expedition, Schweizer Fernsehen, DOK 2003
- Sherpas: Die wahren Helden am Everest, Schweizer Radio und Fernsehen, DOK 2008
- Wahnsinn am Everest – Die neuen Chefs am Berg (Teil 1), Schweizer Radio und Fernsehen, DOK 2024 Teil 2: Der Traum vom Gipfel, Teil 3: Das Heli-Business
- Jennifer Peedom: Sherpa – Trouble on Everest. 2015
- Baltasar Kormákur: Everest. 2015

## Weblinks

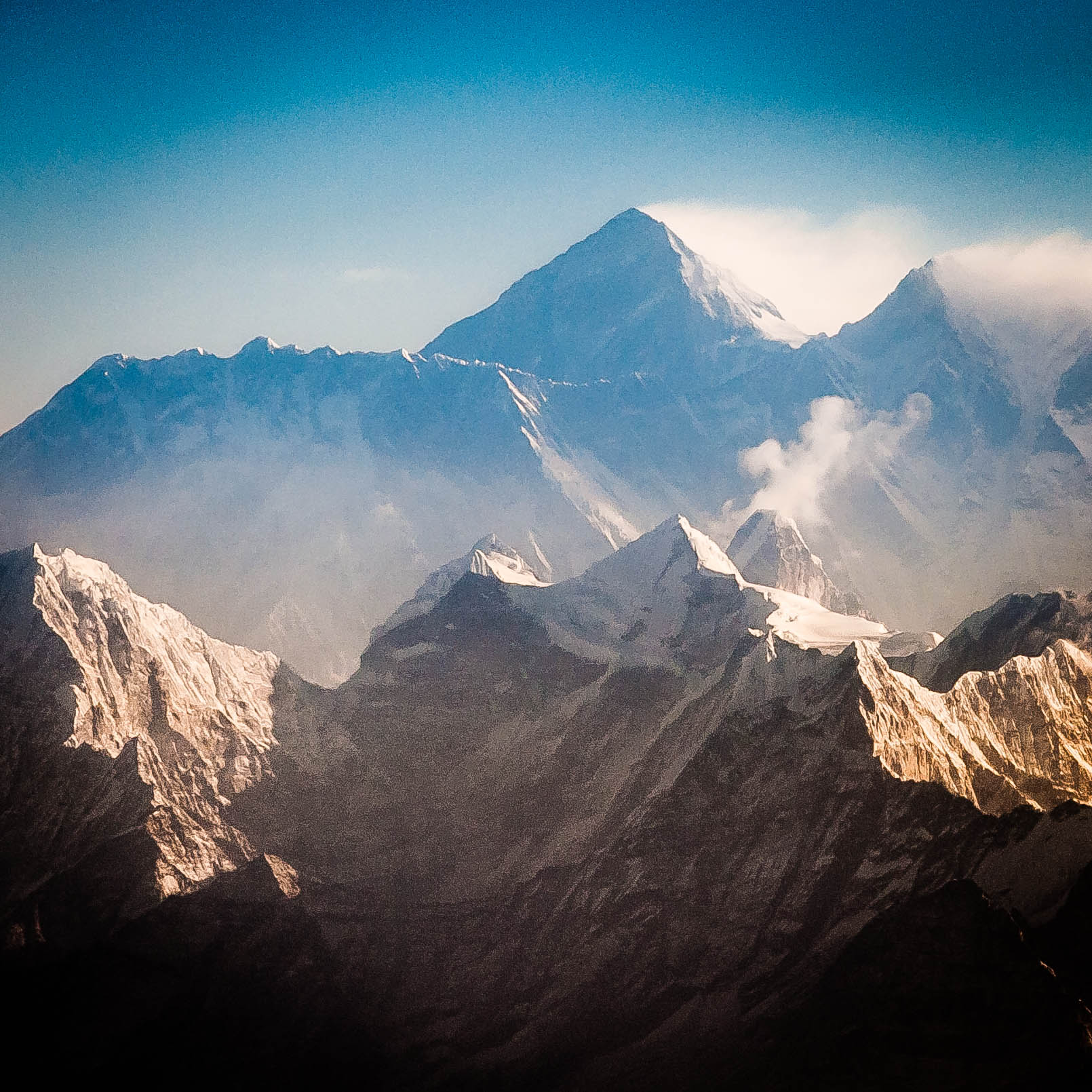
Mount Everest, Lhotse und Nuptse am Morgen